# Assunção
Assunção (em castelhano:  Asunción, pronunciado: [asunˈsjon]) é a capital e a maior cidade do Paraguai. A cidade fica na margem oriental do rio Paraguai, quase na confluência com o rio Pilcomayo. O rio e a Baía de Assunção, no noroeste, separam a cidade da região ocidental do Paraguai e da Argentina, no sul da cidade. O resto da cidade é cercado pelo Departamento Central.
Assunção é uma das cidades mais antigas da América do Sul e a área continuamente habitada mais antiga da Bacia do Rio da Prata; por isso é conhecida como "a Mãe das Cidades". De Assunção, expedições coloniais espanholas partiram para fundar outras cidades, incluindo a segunda fundação de Buenos Aires, a de outras cidades importantes como Vila Rica, Corrientes, Santa Fé, Córdova, Santa Cruz de la Sierra e mais 65 outros povoados.
Administrativamente, a cidade forma um distrito capital autônomo, não fazendo parte de nenhum departamento paraguaio. A área metropolitana, denominada Grande Assunção, tem cerca de dois milhões de habitantes. Assunção é uma cidade global que tem atraido grandes investimentos, tanto em construção como em serviços, sendo assim uma das cidades da região com maior crescimento econômico.
É a sede do governo nacional, o principal porto e o principal centro industrial, político, econômico e cultural do Paraguai. Perto de Assunção fica a sede da CONMEBOL, o órgão continental que rege as associações de futebol da América do Sul. Assunção é considerada uma das cidades mais baratas do mundo para visitantes estrangeiros e a terceira capital mais segura da América Latina, atrás de Buenos Aires e Santiago, de acordo com a InSight Crime.

## História

### Fundação

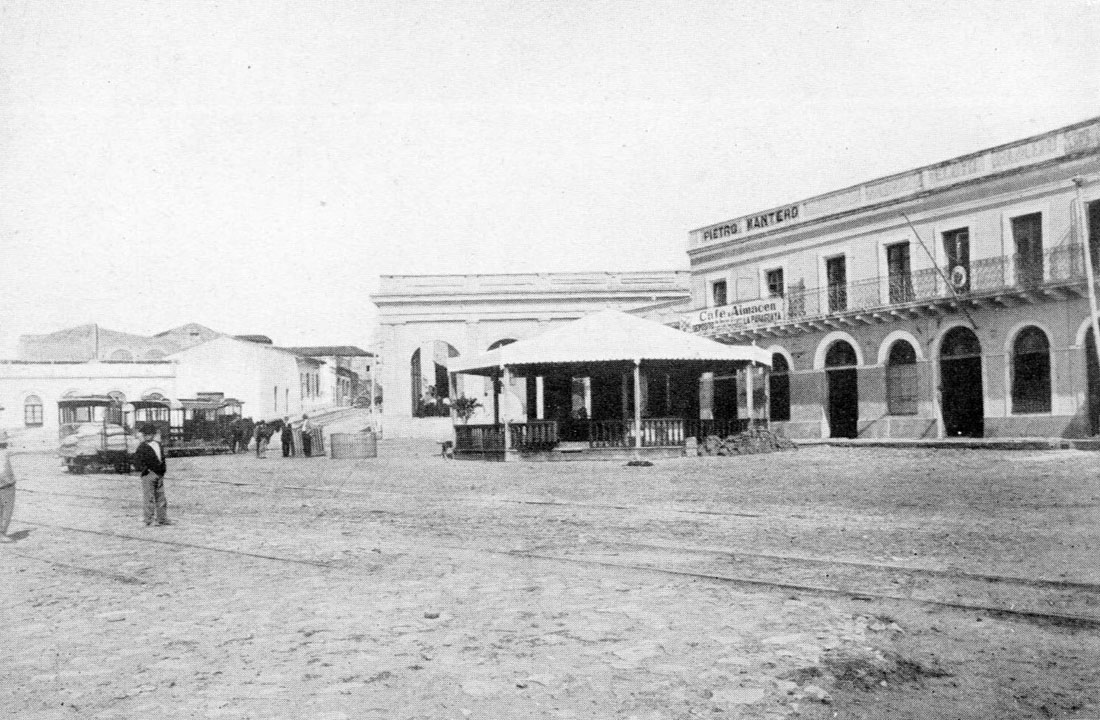
Centro de Assunção em 1892.

A "Mui Nobre e Leal Cidade de Nossa Senhora Santa Maria da Assunção" (em castelhano:  la Muy Noble y Leal Ciudad de Nuestra Señora Santa María de la Asunción) é o estabelecimento permanente mais antigo na bacia do rio da Prata fundado por Juan de Salazar y Espinosa, natural de dita vila na Espanha. A fundação do forte que daria vida à cidade de Assunção se levou a cabo no território dos carios, uma das tribos guaranis que ocupavam a região. Durante a época colonial foi um importante centro de descanso e reaprovisionamento, para aqueles que chegavam ao Rio da Prata desde Europa, atraídos pelo ouro e a prata do Alto Peru.
O local onde hoje localiza-se a cidade, habitado em um princípio por índios carios, foi provavelmente visitada por Juan de Ayolas na expedição ordenada por Pedro de Mendoza a partir da primeira Buenos Aires, e é por esta razão que a Ayolas se atribuía antes sua fundação; mas logo se comprovou que o forte chamado "Nossa Senhora da Assunção" foi fundado em 15 de agosto de 1537 por Juan de Salazar y Espinosa, que justamente havia ido em busca de Ayolas. Esse forte se converteu na cidade com a criação do cabildo em 16 de setembro de 1541, posto que, até então, só existia um governo de caráter militar.
Durante a época colonial, em 1731, Assunção foi o foco principal de una rebelião sob o comando de José de Antequera y Castro. Foi uma das primeiras reações contra o domínio colonial espanhol. Essa revolta fracassada ficou conhecida como a Revolta Comuneira.

### Independência paraguaia
Em Assunção, os próceres da independência, na noite de 14 de maio e na madrugada de 15, estalaram o movimento revolucionário paraguaio dirigido pelo capitão Pedro Juan Caballero. Vicente Ignacio Itube, que foi um dos próceres, chegou até a residência de Bernardo de Velasco, mas este não aceitou a proposta de entregar a praça, todo o armamento e as chaves do cabildo. Então os próceres apontaram 8 canhões em frente à casa do governador e Iturbe levou uma nova intimação, impondo um prazo breve para a resposta.
Velasco compreendeu que era inútil resistir-se e se rendeu. Ao conhecer-se a rendição de Velasco, se dispararam 21 canhões e se criou uma bandeira, a qual representaria a nova nação. O povo, ao dar-se conta do ocorrido, exteriorizou sua alegria na praça. Esta foi a única declaração de independência pacífica na América do século XIX. O certo é que os espanhóis se viram impossibilitados de atacar, já que as Províncias Unidas do Rio da Prata, que enfrentavam os espanhóis, impediam todo avanço destes para o Paraguai.
Já na época independente, durante o governo de José Gaspar Rodríguez de Francia, a maior parte do centro foi demolida para refazer a planta urbana em forma de quadrícula. Logo após a Guerra da Tríplice Aliança (1865-1870), Assunção foi ocupada por tropas brasileiras e aliadas de janeiro de 1869 (feito conhecido como Saque de Assunção) até 1876.

### Século XX
Ao terminar a Guerra da Tríplice Aliança, Assunção iniciou sua penosa reconstrução. A finais do século XIX, assim como a começos do século XX, começou a chegar um fluxo considerável de imigrantes procedentes da Europa e do Império otomano, o qual imprimiu à cidade uma importante alteração em seu panorama urbano; se construíram numerosas edificações e Assunção voltou a viver uma época de prosperidade que não conhecia desde antes da guerra.
Entre 1932 e 1935, o Paraguai atravessou a Guerra do Chaco e, nesse contexto, Assunção se converteu em um lugar de socorro e ajuda para os feridos da contenda. A partir de sua fundação, a cidade começou a crescer e estender-se, chegando à atualidade a formar uma grande área metropolitana, conhecida como Grande Assunção, a qual possui mais de 2 000 000 de habitantes, sobre um total de uns 7 000 000 do país.

## Geografia

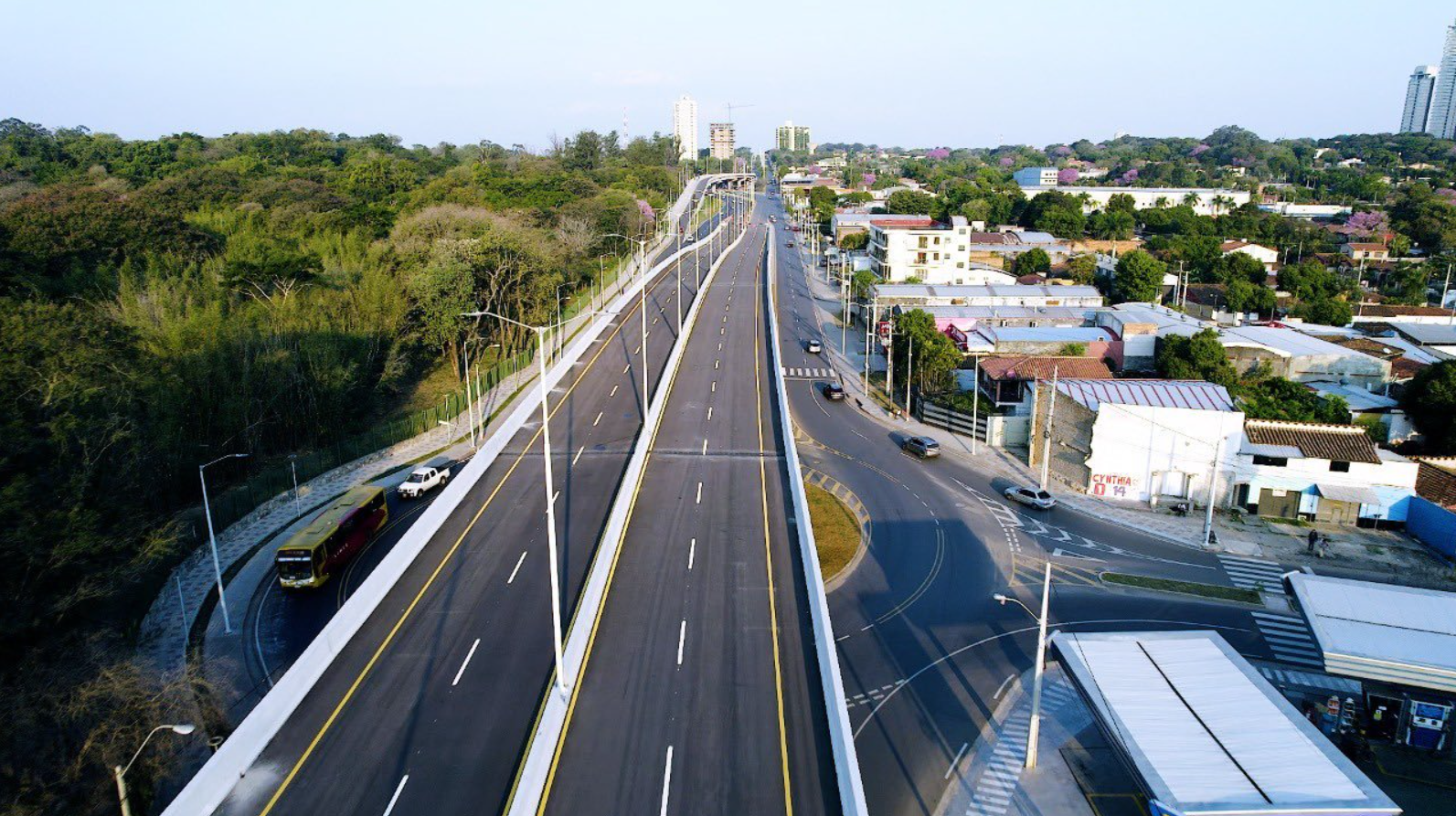
Corredor rodoviário do jardim botânico.

Localizada na Fronteira Argentina–Paraguai, Assunção está localizada aproximadamente no paralelo 25° 18' de latitude sul e no meridiano 57° 38' de longitude oeste.
Está localizada na margem oriental do rio Paraguai, quase em frente a confluência deste com o rio Pilcomayo, margeando a baía de Assunção. Ao nordeste limita com a cidade de Mariano Roque Alonso, ao leste com Luque e Fernando de la Mora, e ao sul com Lambaré e Villa Elisa. O Rio Paraguai e a Baía de Assunção, a noroeste, separam a cidade da Região Ocidental do Paraguai e da Argentina, na parte sul da cidade. O restante da cidade é cercado pelo Departamento Central.

### Topografia
A topografia da cidade se caracteriza por ser irregular representado pela localização de muitas colinas, dessas "sete colinas" pode-se divisar desde o rio ao chegar à cidade.
As 7 colinas de Assunção são:
- Loma Kavará, a área fundacional de Assunção.
- Loma San Gerónimo: onde antigamente existia uma Ermida dedicada ao santo.
- Loma Clavel: onde se encontra atualmente o quartel de Infantaria da Marinha.
- Loma Cachinga: onde se encontra atualmente o Hospital de Clínicas.
- Loma del Mangrullo: onde se encontra atualmente o Parque Carlos Antonio López.
- Loma de la Encarnación: onde se encontra atualmente a Igreja da Encarnação.
- Loma de las Piedras de Santa Catalina, onde se encontra atualmente a Escada de Antequera.

O Centro Histórico se assenta sobre uma colina, em cujo ponto mais alto se encontra a Igreja da Encarnação e conserva o plano  característico das populações da época colonial.
Outra elevação importante foi o Cerro Tacumbú, mas na década dos anos 50 do século XX, começaram os trabalhos de exploração deste para a pavimentação das ruas de Assunção. Hoje em dia apenas restou uma laguna a consequência da impossibilidade de sucção das águas por parte das rocas que ali ficaram. A pedreira deixou de funcionar devido à urbanização da zona. Sua cota atual é de 90 m sobre o nível do mar.
O ponto mais elevado de Assunção é o Cerro Lambaré com seus 136 m. Este cerro se encontra rodeado por uma pequena massa florestal.

### Hidrografia

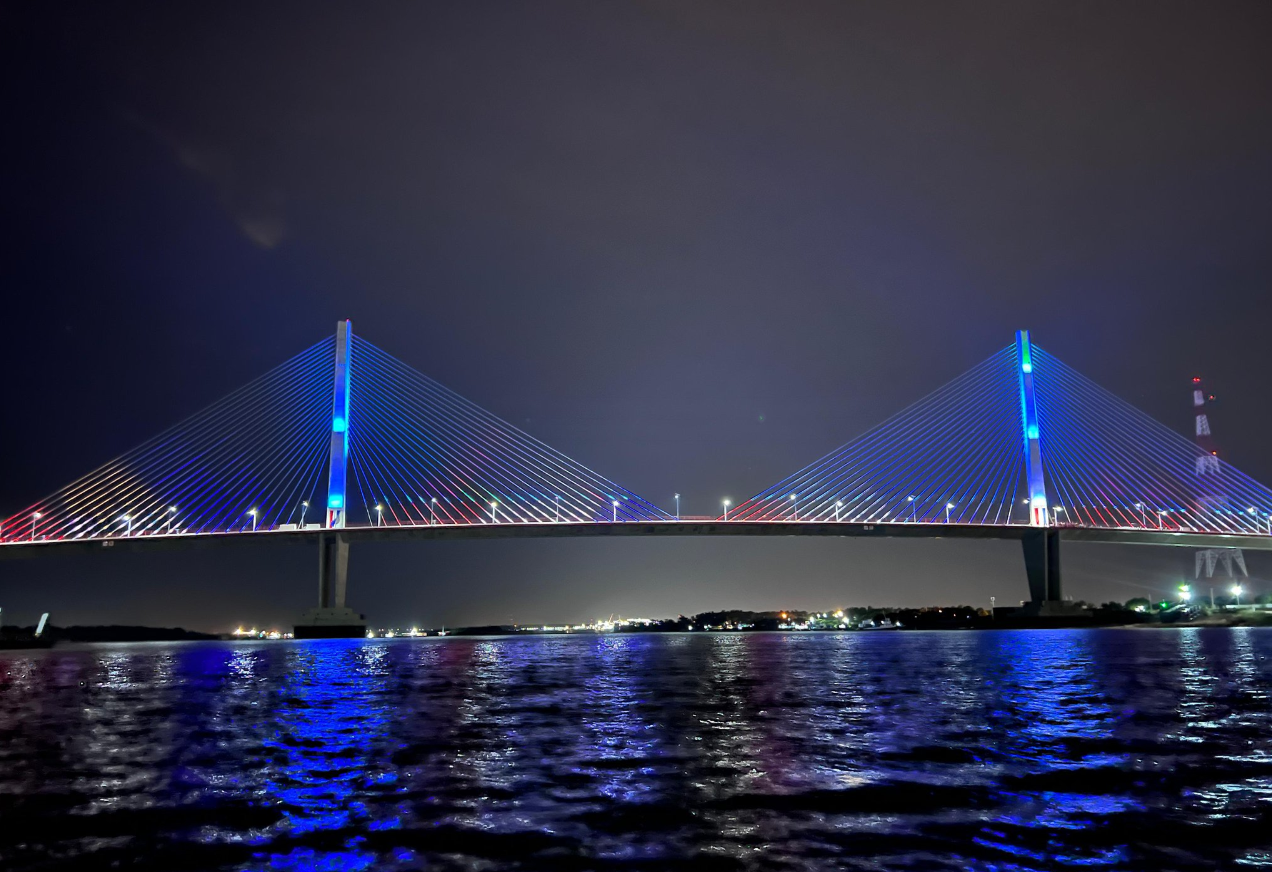
Ponte Héroes del Chaco sobre o rio Paraguai, que liga Assunção a Nueva Assunção.

O rio Paraguai é o corpo de água mais importante da cidade, já que através deste desenvolveu o comércio fluvial, e também é um grande atrativo turístico.
A baía de Assunção está separada do grande rio Paraguai pelo Banco San Miguel, uma estreita península de terras baixas que se localiza no limite de duas distintas regiões geográficas e ecológicas, do Paraguai: o Chaco Úmido e o Bosque Atlântico do Alto Paraná.
Outros corpos de água importantes são: os arroios Pozo Colorado, De los Patos, Ycuá Sati e Jaén. Todos estes correm escondidos sob o pavimento de Assunção e desembocam no rio.

### Biogeografia
As áreas biogeográficas de Assunção estão separadas em duas, as quais são a zona da baía e a zona interior.
A zona interior estava coberta de frondosos bosques que formavam parte do Bosque Atlântico do Alto Paraná, estes superavam facilmente os 40 m de altura, entre as espécies florestais comuns encontramos ao Helecho arborescente ou Chachï (Alsophyla atrovirens), ao Lapacho rosado (Tabebuia heptaphylla), ao Yvyra pytä (Peltophorum dubium), ao guatambú ou yvyra ñeti (Balfourodendron riedelianum), o cedro ou ygary (Cedrela fissilis), etc. Enquanto que entre os animais de grande porte que viviam no área que atualmente é Assunção encontravam-se o jaguar (Panthera onca), o tapir (Tapirus terrestris), a águia-harpia (Harpia harpyja), o mono-capuchino (Cebus apella), etc. Os últimos remanescentes deste grande ecossistema se podem apreciar no Jardim Botânico e Zoológico de Assunção e nos arredores do Cerro Lambare, nestes lugares ainda se podem encontrar animais de médio e pequeno porte como o Tucano toco (Ramphastos toco), o Teyu Guasu (Tupinambis teguixin), a zarigüeya (Didelphis albiventris), a Urraca (Cyanocorax chrysops), o Masakaragua'i ou Cucucucha (Troglodytes aedon), etc. Enquanto que algumas aves de pequeno porte como o cardeal (Paroaria coronata), a tortóla (Zenaida meloda), o Chingolo ou Cachilito (Zonotrichia capensis), o Jilguero Dourado (Sicalis flaveola), Sajyvy ou Celestino comum (Thraupis sayaca), etc,  convivem na zonas densamente povoadas, como os Pombo-comum, a qual é uma espécie invasora que se esta reproduzindo a um ritmo acelerado, causando estragos as fachadas dos edifícios e em alguns casos substituindo a avifauna local.

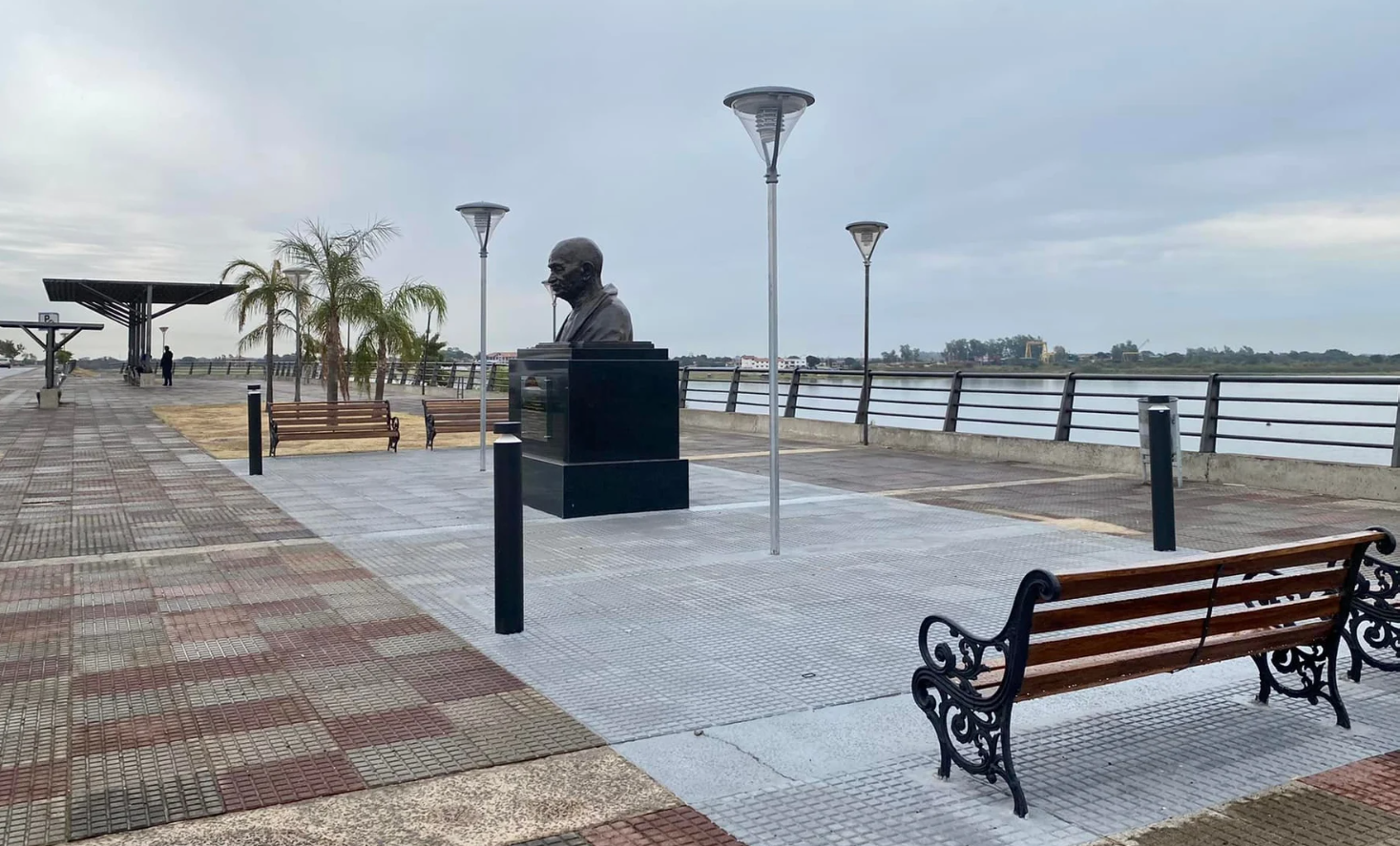
Busto de Gandhi às margens do Rio Paraguai.

Por outro lado, a zona da baía tem uma superfície aproximada de 375 ha. e se localiza a apenas 2 km. do centro de Assunção. É um dos sítios mais importantes de parada durante o percurso das aves migratórias neárticas e austrais. A Baía de Assunção conta com uma amplia variedade de hábitats, ainda que a disponibilidade dos mesmos altere ao longo do ano como resultado das grandes flutuações estacionais no nível das águas do rio Paraguai, a profundidade e extensão da inundação da baía varia consideravelmente. Durante o inverno austral, quando as águas estão abundantemente altas, a baía está em grande parte sob a água, mas para o final da estação quando o nível da água cai, aparecem as praias arenosas e argilosas (marismas). Si as águas continuam retrocedendo, a maioria de as marismas se secam e se tornam em pradariaes alguns dos quais se mantém úmidos. Um total de 258 espécies de aves tem sido registradas, incluindo 7 espécies em perigo de extinção a nível mundial e 28 espécies que nidificam na América do Norte e migram hasta o Sul da América do Sul. Mais de 3% da população global de uma delas, o Playerito Canela (Tryngites subruficollis), passam pela baía durante sua migração para o Sul, convertendo a Baía de Assunção em uma Área Importante para Preservação de Aves (IBA).

### Clima

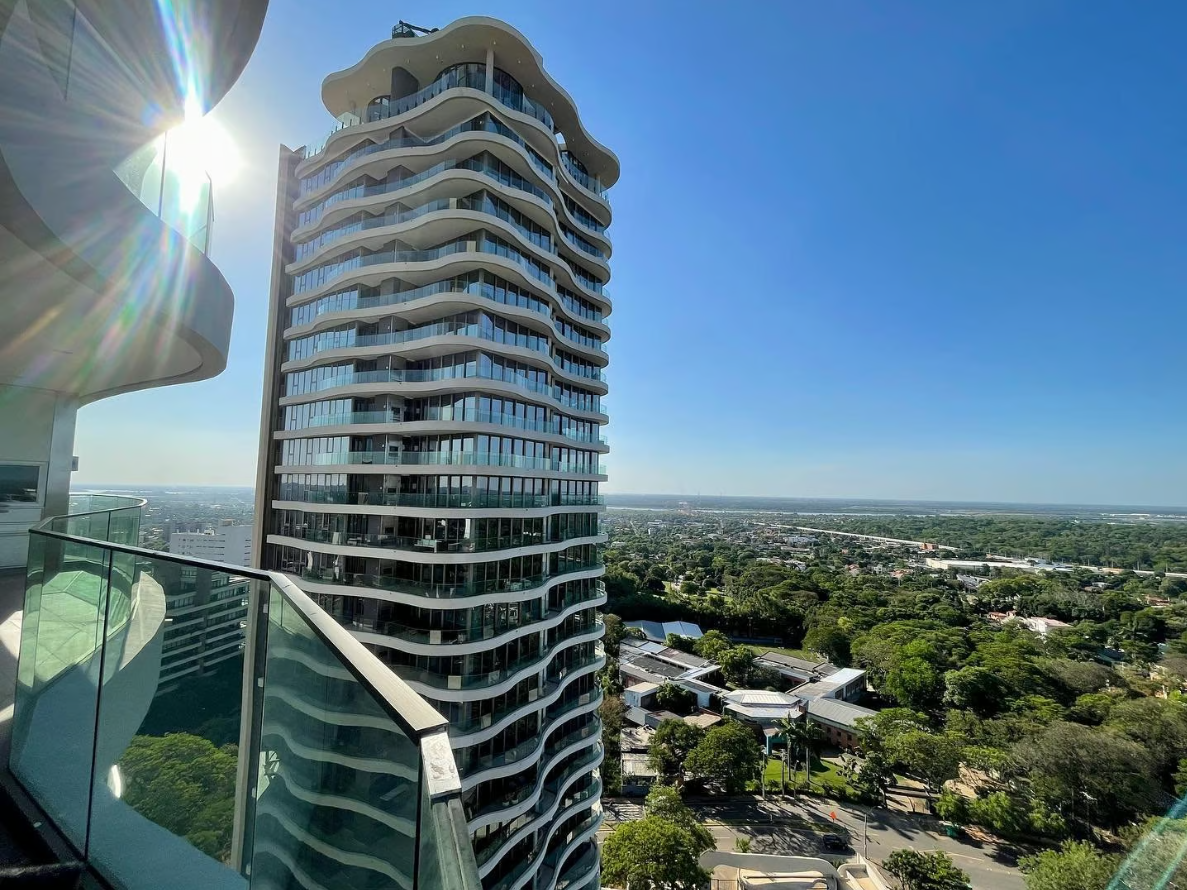
Vista da vegetação do Jade Park.

O clima de Assunção é subtropical úmido (Cfa de acordo com a classificação climática de Köppen-Geiger), com as quatro estações do ano relativamente definidas. A temperatura média anual é de 23 °C; o verão é quente com precipitação e o inverno é agradável com redução moderada da precipitação. Ao longo do ano, normalmente, a temperatura mínima nos meses mais frios é de 13 °C e a temperatura máxima nos meses mais quentes é de 34 °C e raramente são inferiores a 5 °C ou superiores a 38 °C.
A época mais chuvosa é o verão, quando se desenvolvem tormentas, às vezes muito intensas, que ocasionam grandes acumulados de chuva em um curto período de tempo; a elevada umidade desta época torna o tempo muito abafado. A sensação térmica pode superar facilmente os 40 °C nos meses de primavera e verão. Durante o outono e inverno, a massa de ar tropical continental (mTc), que é quente e seca, ganha força sobre a cidade. Entretanto, devido a sua localização geográfica, massas de ar polar mais fortes conseguem avançar, levando chuva (por conta de seu sistema frontal - frente fria) e queda acentuada nas temperaturas (que se baixas o suficiente, podem causar geadas).
| Dados climatológicos para Assunção (1971-2000)                 | Dados climatológicos para Assunção (1971-2000) | Dados climatológicos para Assunção (1971-2000) | Dados climatológicos para Assunção (1971-2000) | Dados climatológicos para Assunção (1971-2000) | Dados climatológicos para Assunção (1971-2000) | Dados climatológicos para Assunção (1971-2000) | Dados climatológicos para Assunção (1971-2000) | Dados climatológicos para Assunção (1971-2000) | Dados climatológicos para Assunção (1971-2000) | Dados climatológicos para Assunção (1971-2000) | Dados climatológicos para Assunção (1971-2000) | Dados climatológicos para Assunção (1971-2000) | Dados climatológicos para Assunção (1971-2000) |
| Mês                                                            | Jan                                            | Fev                                            | Mar                                            | Abr                                            | Mai                                            | Jun                                            | Jul                                            | Ago                                            | Set                                            | Out                                            | Nov                                            | Dez                                            | Ano                                            |
| -------------------------------------------------------------- | ---------------------------------------------- | ---------------------------------------------- | ---------------------------------------------- | ---------------------------------------------- | ---------------------------------------------- | ---------------------------------------------- | ---------------------------------------------- | ---------------------------------------------- | ---------------------------------------------- | ---------------------------------------------- | ---------------------------------------------- | ---------------------------------------------- | ---------------------------------------------- |
| Temperatura máxima recorde (°C)                                | 42,0                                           | 39,6                                           | 39,6                                           | 36,4                                           | 34,4                                           | 33,5                                           | 34,7                                           | 37,4                                           | 39,6                                           | 39,2                                           | 40,2                                           | 41,7                                           | 42                                             |
| Temperatura máxima média (°C)                                  | 33,5                                           | 32,6                                           | 31,6                                           | 28,4                                           | 25,0                                           | 23,1                                           | 23,2                                           | 24,8                                           | 26,4                                           | 29,2                                           | 30,7                                           | 32,3                                           | 28,2                                           |
| Temperatura média (°C)                                         | 27,5                                           | 26,9                                           | 25,9                                           | 22,8                                           | 19,8                                           | 17,9                                           | 17,6                                           | 18,6                                           | 20,5                                           | 23,2                                           | 24,9                                           | 26,5                                           | 22,7                                           |
| Temperatura mínima média (°C)                                  | 22,8                                           | 22,3                                           | 21,3                                           | 18,6                                           | 15,7                                           | 13,8                                           | 12,1                                           | 14,3                                           | 15,9                                           | 18,6                                           | 20,1                                           | 21,8                                           | 17,9                                           |
| Temperatura mínima recorde (°C)                                | 12,4                                           | 12,5                                           | 9,4                                            | 6,8                                            | 2,6                                            | −1,2                                           | −0,6                                           | 0                                              | 3,6                                            | 7                                              | 8,8                                            | 10                                             | −1,2                                           |
| Precipitação (mm)                                              | 147,2                                          | 129,2                                          | 117,9                                          | 166                                            | 113,3                                          | 82,4                                           | 39,4                                           | 72,6                                           | 87,7                                           | 130,8                                          | 164,4                                          | 150,3                                          | 1 401,2                                        |
| Dias com precipitação (≥ 1 mm)                                 | 8                                              | 7                                              | 7                                              | 8                                              | 7                                              | 7                                              | 4                                              | 5                                              | 6                                              | 8                                              | 8                                              | 8                                              | 83                                             |
| Umidade relativa (%)                                           | 68                                             | 71                                             | 72                                             | 75                                             | 76                                             | 76                                             | 70                                             | 70                                             | 66                                             | 67                                             | 67                                             | 68                                             | 70                                             |
| Insolação (h)                                                  | 276                                            | 246                                            | 254                                            | 228                                            | 205                                            | 165                                            | 195                                            | 223                                            | 204                                            | 242                                            | 270                                            | 295                                            | 2 803                                          |
| Fonte: World Meteorological Organization                       |                                                |                                                |                                                |                                                |                                                |                                                |                                                |                                                |                                                |                                                |                                                |                                                |                                                |
| Fonte 2: NOAA e Danish Meteorological Institute (horas de sol) |                                                |                                                |                                                |                                                |                                                |                                                |                                                |                                                |                                                |                                                |                                                |                                                |                                                |

## Demografia

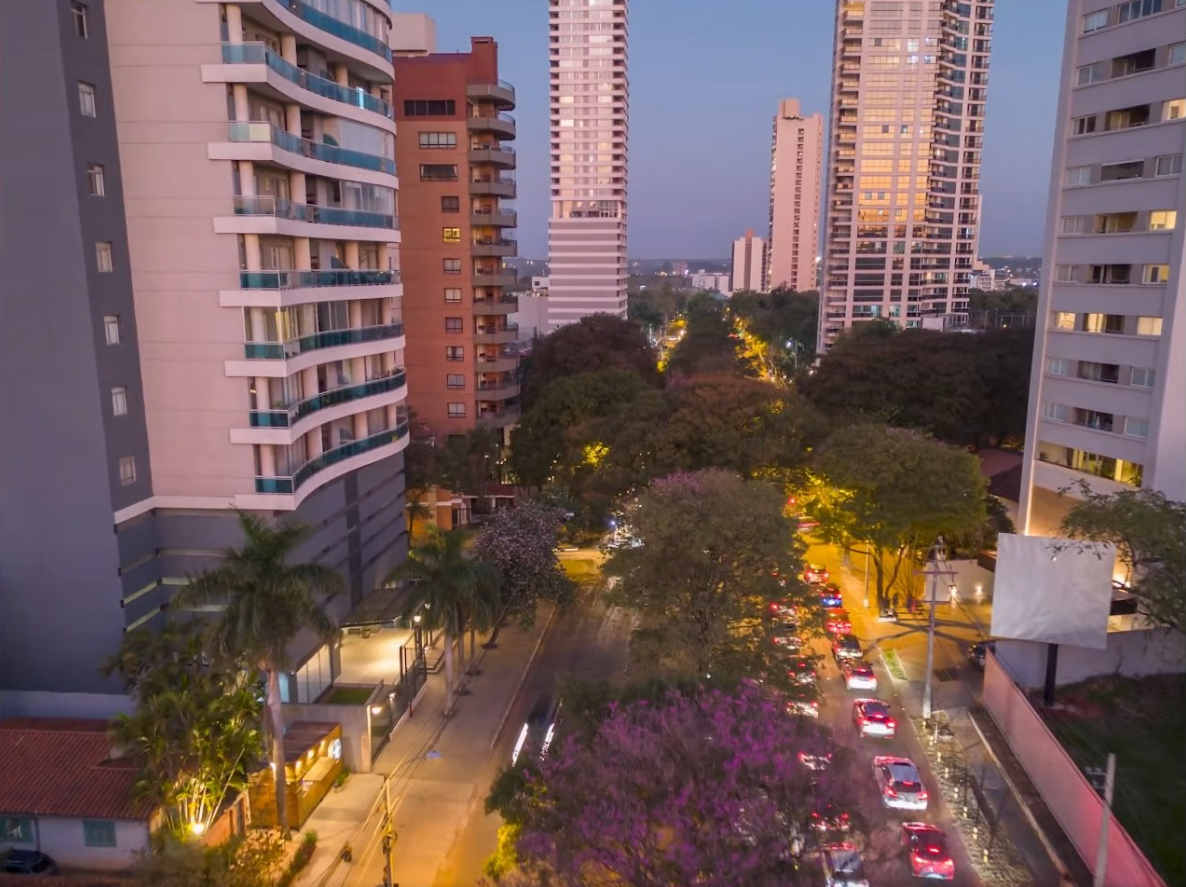
Avenida Molas López, uma das áreas residenciais em crescimento.

Segundo o último Censo em 2022, a cidade tem uma população de 477 346 habitantes e uma média de 4 079,88 habitantes por quilôemtro quadrado. As cidades periféricas pertencentes a Grande Assunção tem absorvido a maior parte da população devido ao baixo custo da terra e o fácil acesso a capital. Somadas, ultrapassam os 2 milhões de habitantes. Está dividida em 68 bairros, sendo os mais populosos San Pablo, Roberto L. Pettit e Obrero.
Entre 1962 e 2002 a capital do país registrou um incremento de quase o triplo de habitantes, e é atualmente a única cidade do Paraguai em contar com quase 500 mil habitantes, ultrapassando a outros grandes centros urbanos como Ciudad del Este, Encarnación e San Lorenzo. Mas atualmente a taxa de crescimento demográfico esta descendendo detido a que a maioria dos imigrantes se estabelecem nas cidades periféricas. Anualmente a população aumente 0.74%.
Na cidade predomina a população feminina, como é característico em áreas urbanas, que se constituem em pólos de atração pelas melhores oportunidades de emprego que se brindam as mulheres. A estrutura demográfica por trechos de idade revela que mais da metade da população da capital pertence ao grupo dos menores de 30 anos.
Apenas 2% dos habitantes de Assunção não tem registro de nascimento, enquanto que os que não possuem Cédula de Identidade superam os 10%. Por outra parte, 212 indígenas residem nesta metrópole. Cabe destacar que Assunção é considerada multicultural.
O idioma mais falado em Assunção é o espanhol (60,9%), seguido do Jopará (27,4%) e do Guaraní (10,1). Outras línguas registram uma presença de 1,5% na população.

## Governo

### Relações internacionais
- La Plata, Província de Buenos Aires, Argentina, 20 de fevereiro de 1993[23]
- Buenos Aires, Argentina[24]
- Resistencia, Chaco, Argentina
- Posadas, Misiones, Argentina
- Santa Fé, Santa Fé, Argentina
- Iquique, Tarapacá,  Chile
- Campinas, São Paulo,  Brasil
- Recife, Pernambuco, Brasil
- São Vicente (São Paulo), Brasil
- Caracas, Distrito Capital, Venezuela, 1982[25]
- Trujillo, La Libertad, Peru
- Chimbote, Ancash, Peru
- Santo Domingo, Distrito Nacional,  República Dominicana
- Chiba, Chiba, Japão
- Madrid,Comunidade autónoma de Madrid,  España
- Condado de Miami-Dade, Flórida, Estados Unidos[26]
- Nova Iorque, Nova Iorque,  Estados Unidos
- Taipé, República da China (Taiwan)
- Bogotá, Cundinamarca, Colombia
- Santa Cruz de la Sierra, Santa Cruz, Bolivia
- Ciudad de México, México
- Puebla de Zaragoza, Puebla, México, 2009[27]
- Nashville, Tennessee, Estados Unidos
- Liverpool, Merseyside,  Inglaterra
- Corrientes, Corrientes, Argentina
- Formosa, Formosa, Argentina
- Rosário,  Santa Fé, Argentina
- Curitiba, Paraná, Brasil
- Ponta Grossa, Paraná, Brasil

### Segurança pública
Assunção encabeça a lista das capitais mais seguras da América do Sul, segundo um estudo da consultora norte-americana Mercer, esta cidade ocupa lugares superiores a Montevidéu e Santiago e similares a Atlanta (Estados Unidos) em um ranking de 215 cidades.
Assunção anteriormente não contava com Polícia própria. Por ser um município independente, a legislação paraguaia não estabelece a criação de corpos policiais por distritos. Toda a segurança pública era resguardada pela Polícia Nacional. Mas, em 23 de dezembro, a primeira lei promulgada pelo intendente municipal Arnaldo Samaniego criou a Polícia Municipal da Cidade de Assunção, tendo em conta que uma das prioridades de seu programa de governo é a segurança cidadã. Atualmente a Polícia Municipal de Assunção está formada por 52 efetivos policiais. A cidade conta com um Palácio de Justiça e tribunais independentes.

## Subdivisões
Assunção esta organizada territorialmente em distritos e estes agrupam por sua vez aos diferentes bairros.
Os 6 distritos que formam a cidade de Assunção são:

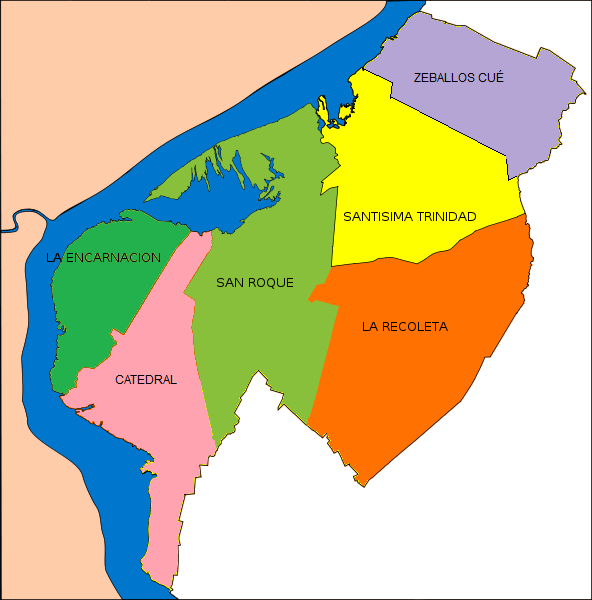
Distritos de Assunção

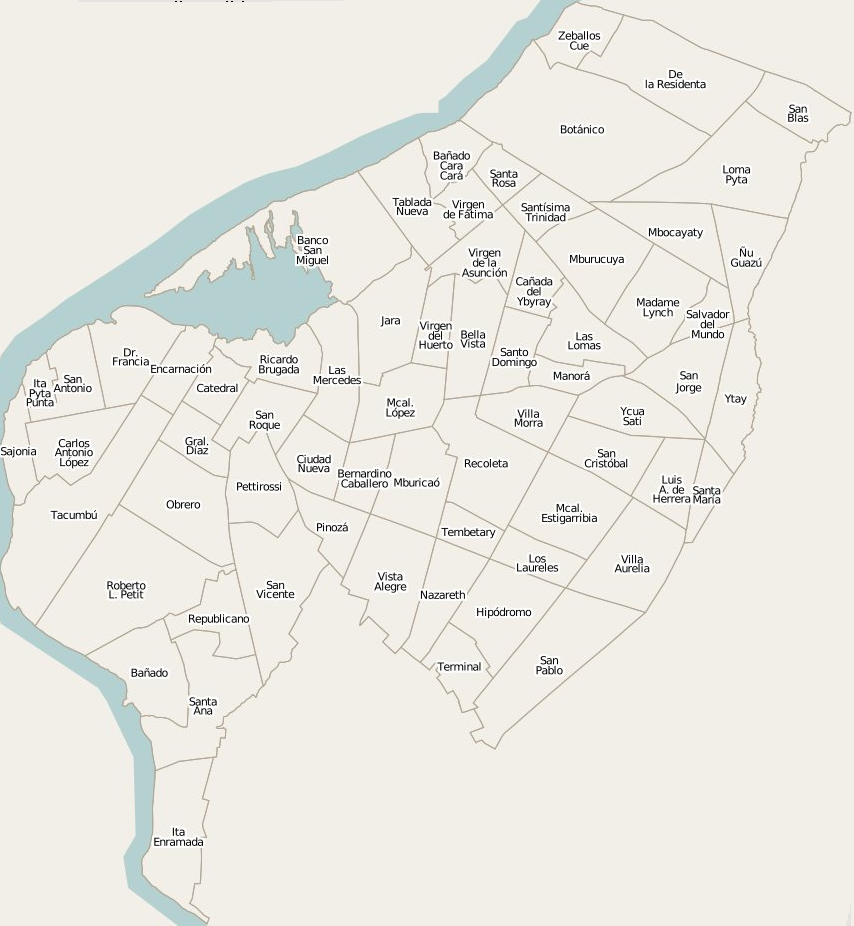
Bairros de Assunção

| N.º | Bairro             | Distrito       | N.º | Bairro           | Distrito       | N.º | Bairro                 | Distrito       | N.º | Bairro                      | Distrito       |
| --- | ------------------ | -------------- | --- | ---------------- | -------------- | --- | ---------------------- | -------------- | --- | --------------------------- | -------------- |
| 1   | Banco San Miguel   | San Roque      | 2   | Bañado Cará Cará | Trinidad       | 3   | Bella Vista            | Trinidad       | 4   | Botánico                    | Trinidad       |
| 5   | Cañada del Ybyray  | Trinidad       | 6   | Carlos A. López  | La Encarnación | 7   | Las Lomas (Carmelitas) | Trinidad       | 8   | Catedral                    | La Catedral    |
| 9   | Ciudad Nueva       | San Roque      | 10  | Dr. Francia      | La Encarnación | 11  | La Encarnación         | La Encarnación | 12  | General Caballero           | San Roque      |
| 13  | General Díaz       | La Catedral    | 14  | Herrera          | La Recoleta    | 15  | Hipódromo              | La Recoleta    | 16  | Itá Enramada                | Santa María    |
| 17  | Itá Pytã Punta     | La Encarnación | 18  | Jara             | San Roque      | 19  | Jukyty                 | Santa María    | 20  | Los Laureles                | La Recoleta    |
| 21  | Loma Pytá          | Trinidad       | 22  | Madame Lynch     | Trinidad       | 23  | Manorá                 | Trinidad       | 24  | Mcal. Estigarribia          | La Recoleta    |
| 25  | Mariscal López     | San Roque      | 26  | Mbocayaty        | Trinidad       | 27  | Mburicaó               | San Roque      | 28  | Mburucuyá                   | Trinidad       |
| 29  | Las Mercedes       | San Roque      | 30  | Nazareth         | La Recoleta    | 31  | Ñu Guazú               | Trinidad       | 32  | Obrero                      | La Catedral    |
| 33  | Pinozá             | San Roque      | 34  | Recoleta         | La Recoleta    | 35  | Republicano            | Santa María    | 36  | Ricardo Brugada (Chacarita) | San Roque      |
| 37  | Roberto L. Pettit  | La Catedral    | 38  | Sajonia          | La Encarnación | 39  | Salvador del Mundo     | Trinidad       | 40  | San Antonio                 | La Encarnación |
| 41  | San Blas           | Trinidad       | 42  | San Cayetano     | La Catedral    | 43  | San Cristóbal          | La Recoleta    | 44  | San Jorge                   | La Recoleta    |
| 45  | San Juan           | San Roque      | 46  | San Pablo        | La Recoleta    | 47  | San Roque              | San Roque      | 48  | San Vicente                 | San Roque      |
| 49  | Santa Ana          | La Catedral    | 50  | Santa Librada    | Santa María    | 51  | Santa María            | La Recoleta    | 52  | Santa Rosa                  | Trinidad       |
| 53  | Santísima Trinidad | Trinidad       | 54  | Santo Domingo    | Trinidad       | 55  | Silvio Pettirossi      | San Roque      | 56  | Tablada Nueva               | Trinidad       |
| 57  | Tacumbú            | La Encarnación | 58  | Tembetary        | La Recoleta    | 59  | Terminal               | La Recoleta    | 60  | Villa Aurelia               | La Recoleta    |
| 61  | Villa Morra        | La Recoleta    | 62  | Virgen de Fátima | Trinidad       | 63  | Virgen de la Asunción  | Trinidad       | 64  | Virgen del Huerto           | San Roque      |
| 65  | Vista Alegre       | San Roque      | 66  | Ycuá Satí        | La Recoleta    | 67  | Ytay                   | La Recoleta    | 68  | Zeballos Cué                | Trinidad       |

## Economia

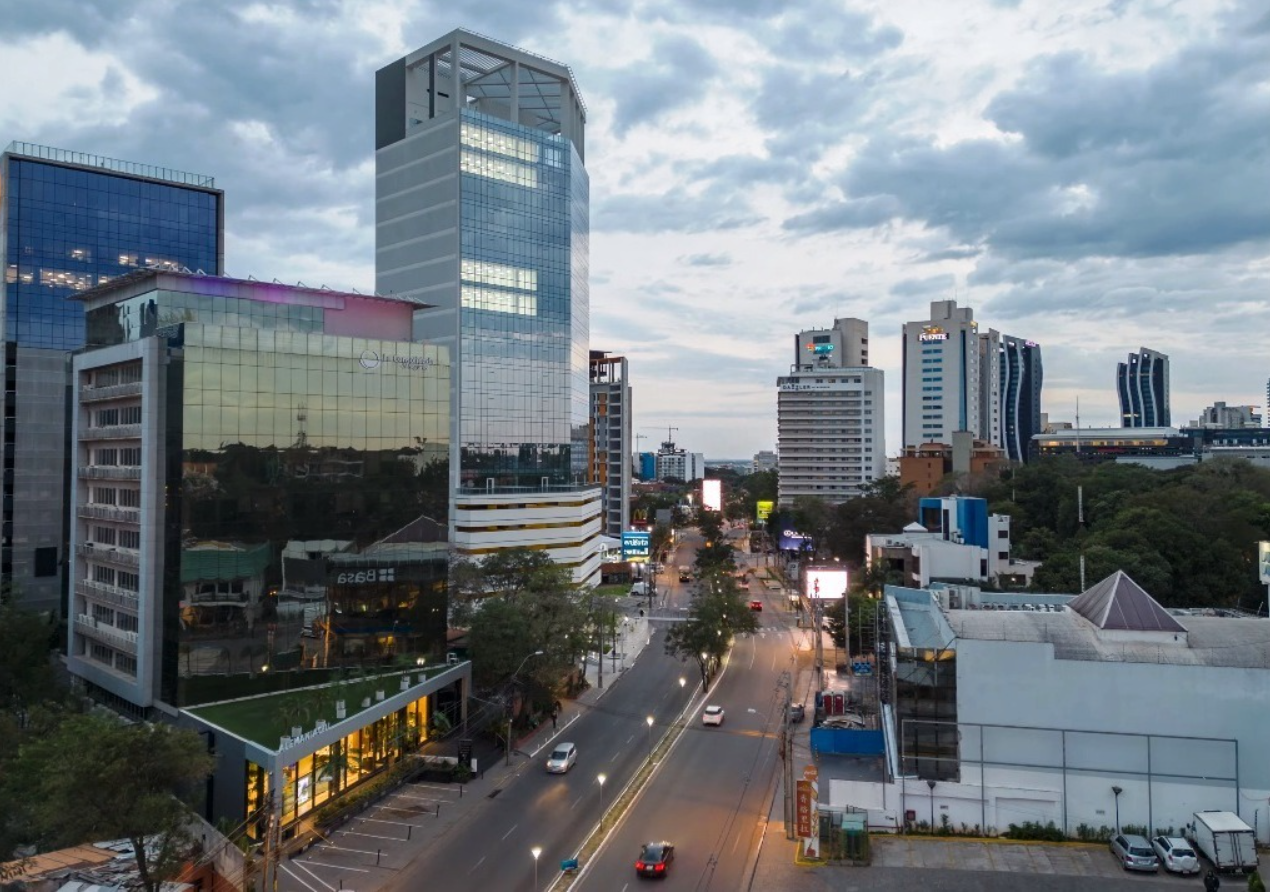
Avenida Aviadores del Chaco.

Assunção é o centro econômico do Paraguai, seguida por Ciudad del Este e Encarnación. Nesta cidade, as mais importantes empresas, comércios e grupos inversores têm escritórios.
A distribuição da população economicamente ativa varia segundo os sectores econômicos e indica que esta população participa fundamentalmente no sector terciário (comércio e serviços), ocupando a 8 de cada 10 indivíduos. O setor secundário (indústria e construção) concentra 16% dos economicamente ativos, enquanto que a participação no setor primário (agricultura e pecuária) é praticamente nula, já que Assunção é uma área estritamente urbana.
A respeito ao comércio, cabe ressaltar que este rubro se tem desenvolvido consideravelmente nos últimos anos, mudando do centro histórico par os bairros residenciais, onde se estendem shoppings, centros de compras e passeios comerciais. Esta tendência vem crescendo.
Importantes bancos internacionais tem suas sedes do país, aqui na capital, entre eles encontramos o Citibank, o Banco Itaú, o HSBC, o BBVA, etc. Enquanto que entre os bancos da capital paraguaia encontramos o Banco Nacional de Fomento, o Banco Familiar, o Banco Amambay, o Banco Regional, ao Visión Banco, etc.
Por vez, o Banco Central do Paraguai tem também sua sede nesta cidade. Sua missão é preservar e velar pela estabilidade do valor da moeda, promover a eficácia e estabilidade do sistema financeiro e cumprir com seu rol de banco de bancos e agentes financeiros do Estado. Para ele dispõe de diversas atribuições em matérias monetárias, financeiras, créditos e de câmbios internacionales. Os gastos municipais pressupostos e executados em Assunção acendiam os $544.441 milhões no ano de 2008. Desta soma foram executados $408.364 milhões o saldo de $136.077 milhões foi transferido ao seguinte ano pressuposto.
Tem-se realizado sondas por 144 cidades do planeta para averiguar qual é a mais barata para o pessoal estrangeiro. A sonda revelou que Assunção é a mais barata e sustenta o título por quinto ano consecutivo.

## Cultura

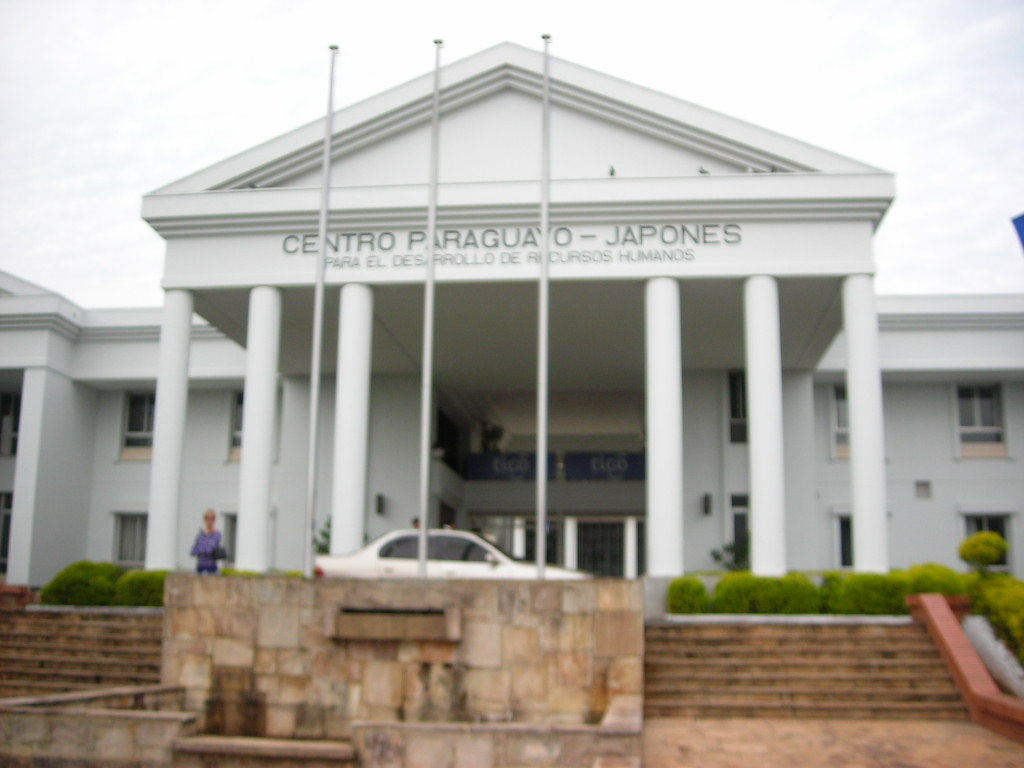
Centro Cultural Paraguaio Japonês.

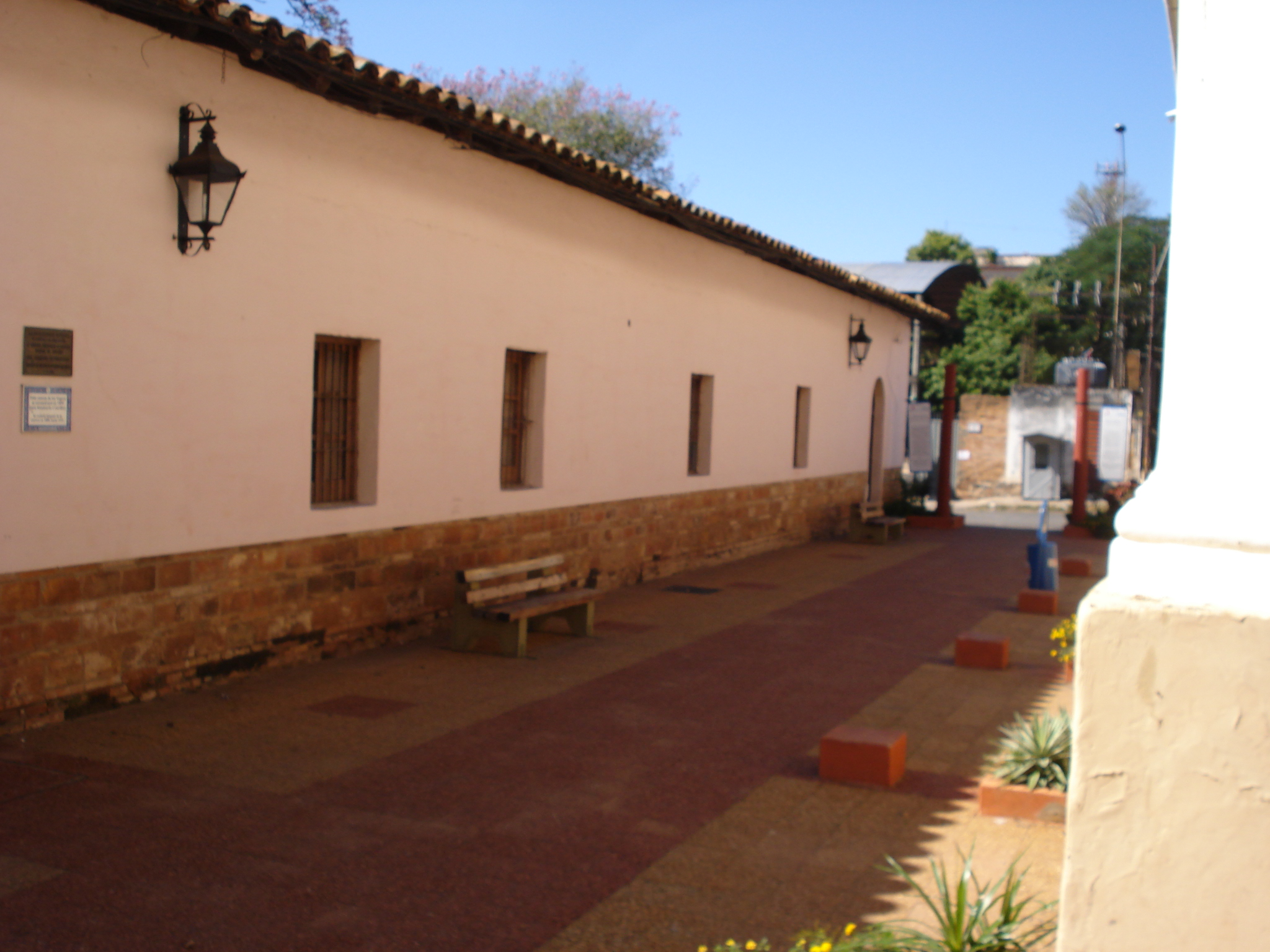
O museu Juan Sinforiano Bogarín, rico em coleções de talhas jesuíticas e franciscanas.

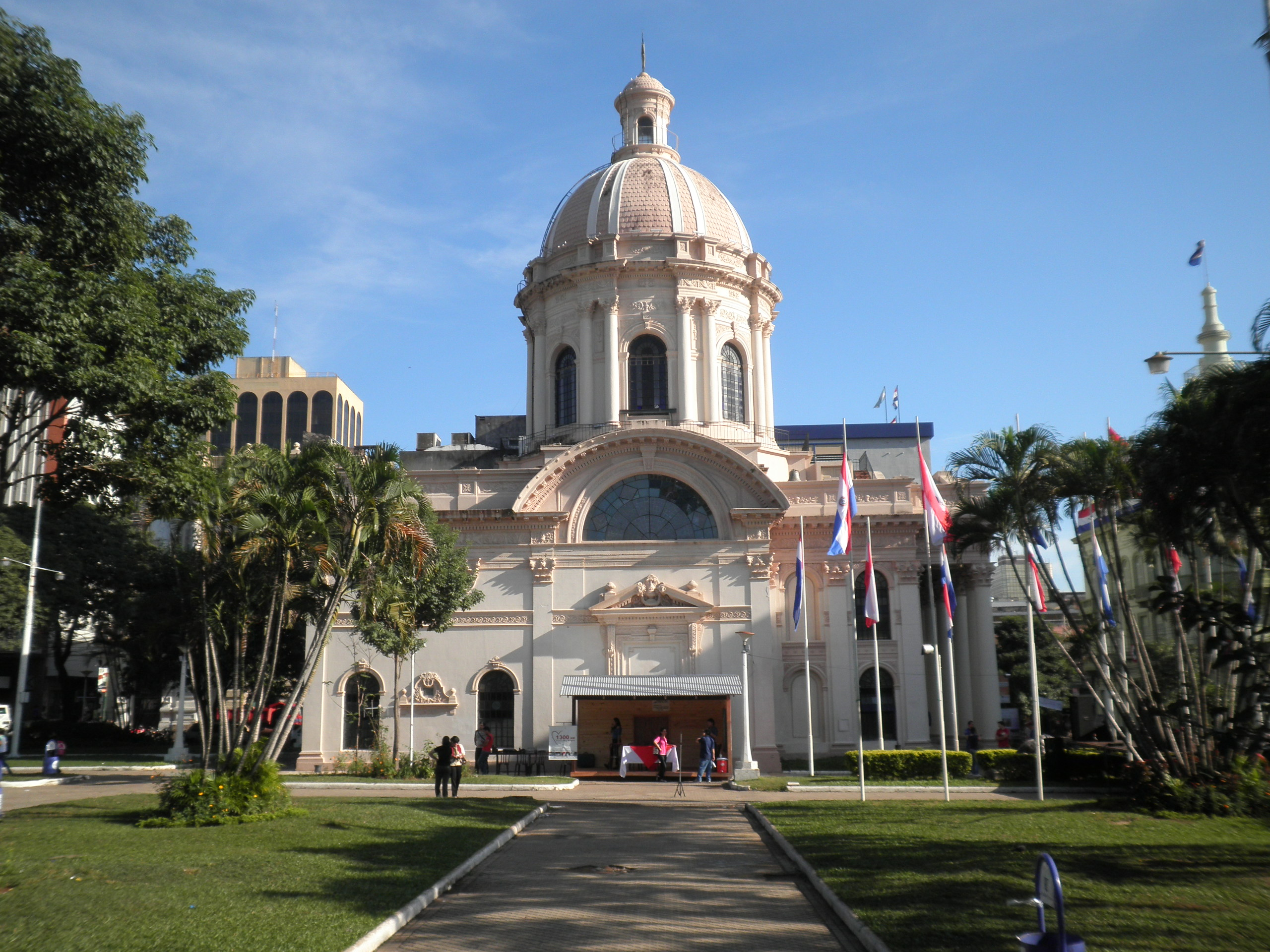
Panteão Nacional dos Heróis.

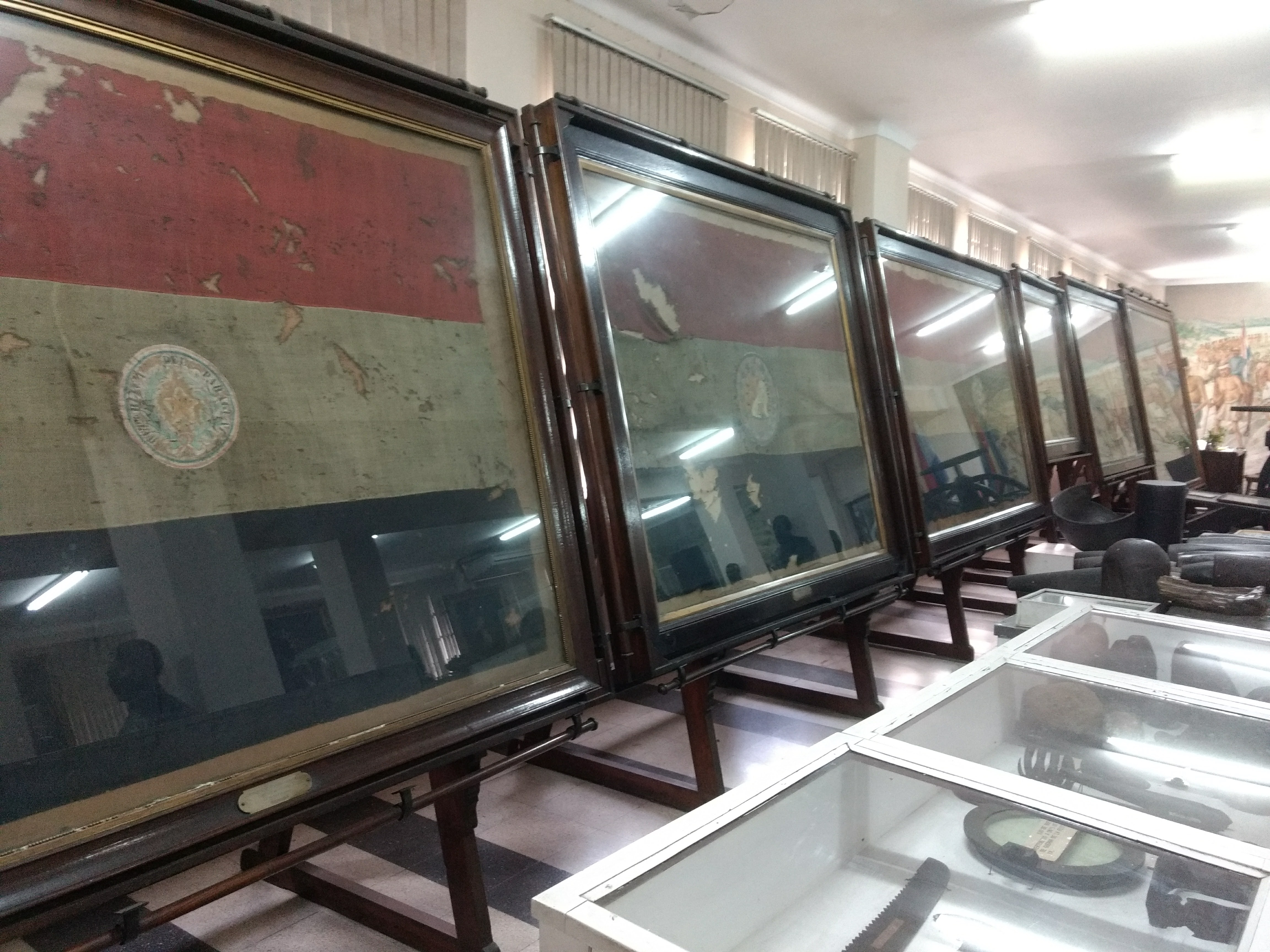
Bandeiras da guerra paraguaia no Instituto Histórico e Museu Militar.

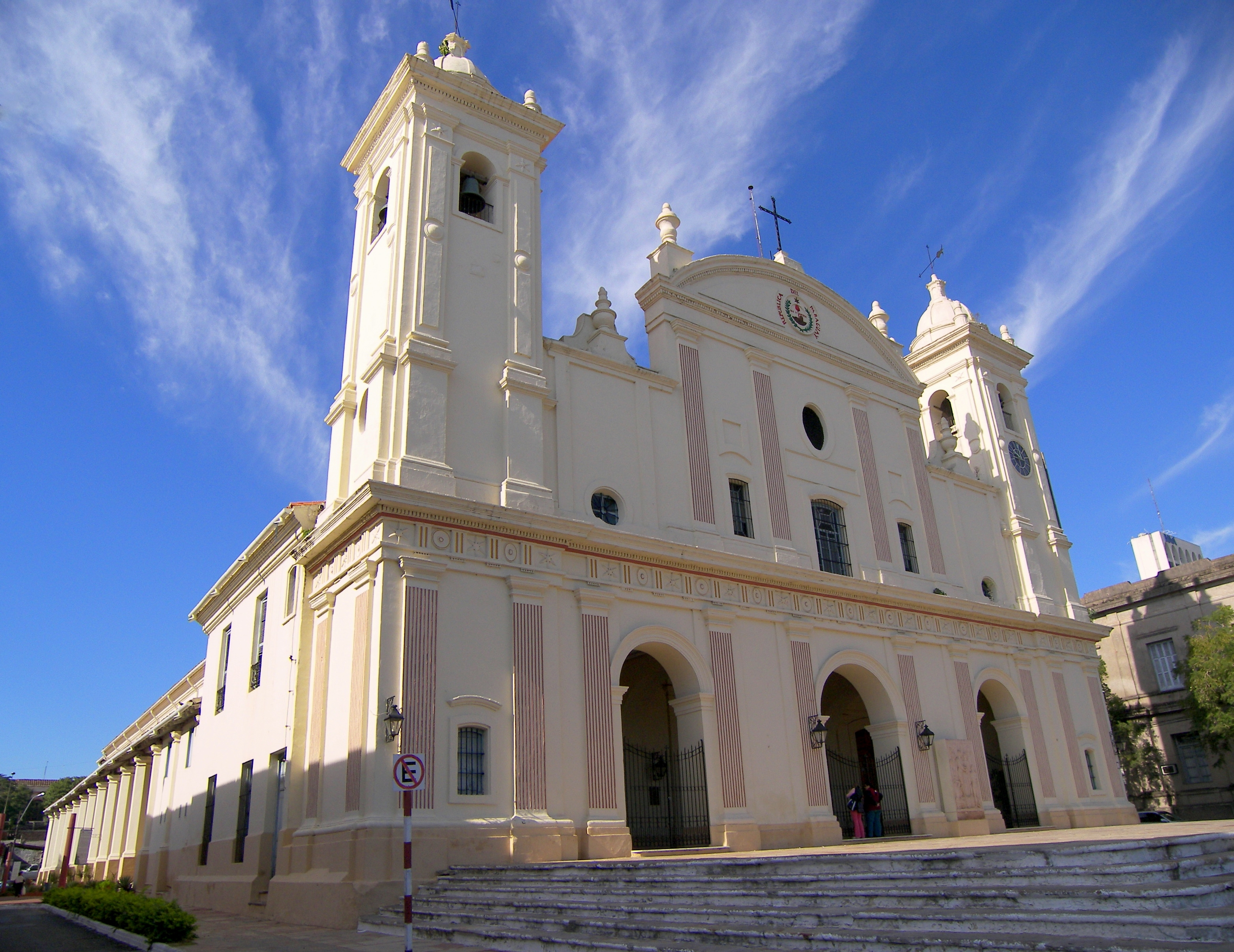
Catedral Metropolitana de Assunção.

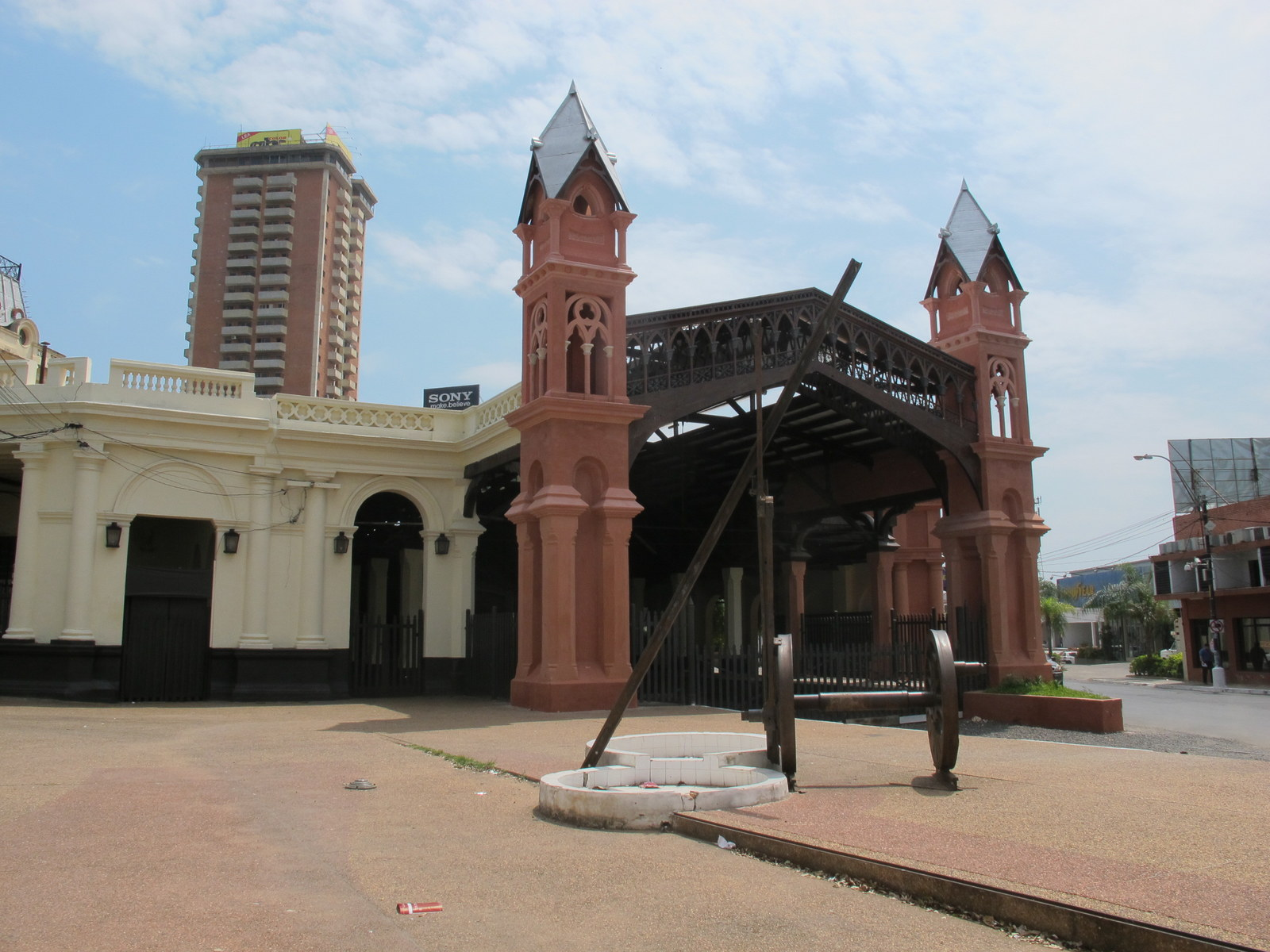
A Estação Central de Ferroviária "Carlos Antonio López" é uma joia arquitetônica de Assunção

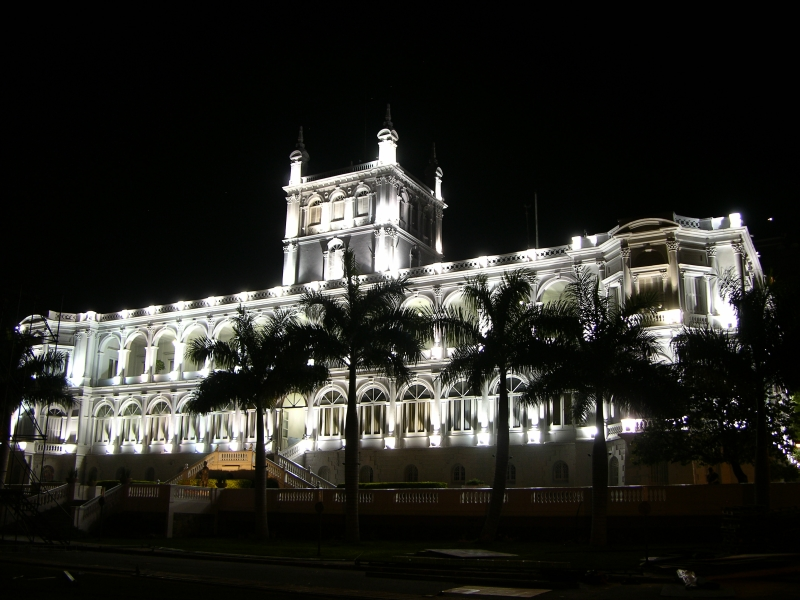
O Palácio de Governo, com sua iluminação artística.

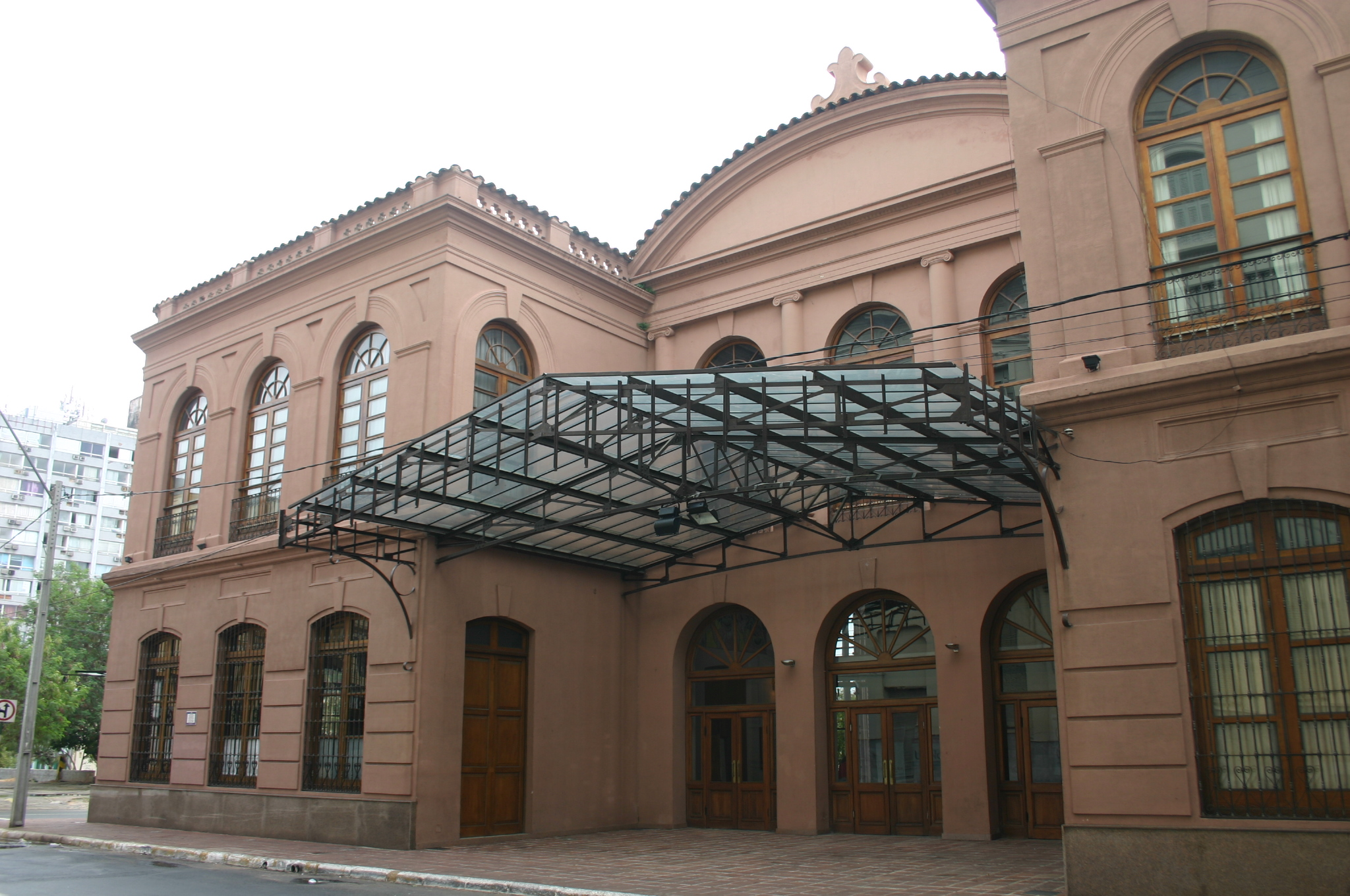
Teatro Municipal Ignacio A. Pane.

Assunção é a cidade com maior atividade cultural do Paraguai. Nela se encontram vários teatros como o Teatro Municipal Ignacio A. Pane o qual é o centro das atividades culturais, teatrais e artísticas. Foi construído em 1843 sob o mandato de Carlos Antonio López e a última concerto foi em 1997.
A cidade também conta com numerosas bibliotecas, entre as quais estão a Biblioteca Publica Municipal "Augusto Roa Bastos", a Biblioteca Nacional e a Biblioteca Agrícola Nacional.

### Museus
Os museus de Assunção e seus aos redores são, em geral, pequenos. Em compensação, a ampla variedade de seu patrimônio permitiu a criação de uma grande quantidade de pequenas salas que brindam ao visitante à oportunidade de conhecer a história do país através das expressões artísticas nelas contidas.
- Museu Juan Sinforiano Bogarín: leva o nome de seu fundador, ilustre sacerdote e primeiro arcebispo do Paraguai. Foi prisão pública na época da colônia, onde esteve preso Pedro Juan Caballero, herói da independência, durante o governo do Dr. Gaspar Rodríguez de Francia. Este museu diocesano é rico em coleções de talhas jesuíticas e franciscanas.
- Museu Histórico Postal do Correio Central: desde 1913 funciona o Correio Central em uma construção de fins do século XIX. O museu foi criado pela Direção de Correios e Telégrafos, com coleções de selos que mandava a União Postal Universal.
- Museu Nacional de Belas Artes: inaugurado em 1909 pelo grande colecionador Juan Silvano Godoy. Possui una rica coleção de pinturas e gravuras de diferentes épocas, escolas e autores nacionais e internacionais. Também possui esculturas em mármore, talhas em madeira, bustos de bronzes e gessos, etc. Além disso, possui um arquivo de documentos relacionados com a história do Paraguai.
- Museu das Memórias "Ditadura e Direitos Humanos": os familiares das vítimas da ditadura de Alfredo Stroessner, iniciaram a busca do paradeiro de seus entes queridos, a medida que os anos passavam foram reunindo dados, fotografias e reconstruindo vidas, nomes e apelidos. Publicaram então, um livro que se constituiu em uma autêntica referência, titulado “Semillas de Vida Ñemity Ra”. A partir de seus fotos e informações, o Museu das Memórias "Ditadura e Direitos Humanos" formou uma coleção especial.[36]
- Museu Etnográfico Doctor Andrés Barbero: possui uma importante coleção arqueológica e etnográfica de parcialidades indígenas que habitaram e habitam o Paraguai. Além disso, possui uma biblioteca especializada em antropologia, história e ciências naturais.
- Museu Histórico Nacional General Bernardino Caballero: possui como sede a casa onde viveu o General Caballero, nesta se podem apreciar seus moveis e objetos pessoais.
- Museu do Touring e Automóvel Club Paraguaio: conserva peças relacionadas com os primeiros automóveis do Paraguai. Neste museu se exibe o automóvel considerado o mais antigo do país, que pertencera ao Dr. Andres Barbero.
- Instituto de História e Museu Militar do Ministério de Defesa: possui uma importante coleção de relíquias da história militar do Paraguai organizadas em diferentes salas. Além disso, possui exposições temporais sobre feitos históricos relevantes.
- Museu de Numismática do Banco Central: como seu nome o diz se encarrega da história numismática do Paraguai. Além disso, possui como anexo joias da época da Guerra da Tríplice Aliança, e da Coleção Cellario. Além disso, em suas instalações se encontra a primeira moeda de cunho nacional de 1845.
- Centro de Artes Visuais ou Museu do Barro: dirigida a mostrar em igualdade de condições a arte popular, a arte indígena e o arte contemporânea do Paraguai. Seu acervo artístico rigorosamente selecionado o tem convertido, em um curtíssimo lapso de tempo, em um dos mais importantes referentes das artes do Paraguai e um dos mais notáveis de América. As salas do museu do barro, cujo patrimônio supera as quatro mil peças correspondentes a produções mestiças desde o século XVII em adiante, abrigam objetos que compreendem talhas de madeira, tecidos, rendas, cerâmica e ourivesaria, além de incluir boa quantidade de peças de cerâmica pré-colombiana procedente de todo o continente americano.
- Museus do Jardim Botânico e Zoológico de Assunção: esta conformada por dos museus, um deles é o Museu de História Natural e Indigenista e Herbário (Casa Baixa) com coleções zoológicas, paleontológicas, arqueológicas, etnográficas e botânicas. Enquanto que o outro museu, conhecido como Museu de História (Casa Alta), possui objetos de Don Carlos Antonio López.
- Museu do Tesouro da Catedral Metropolitana de Assunção: se especializa em artigos de arte sacra, artigos dos sacerdotes, imagens, retábulos, vasos sagrados, nichos e candelabros.[37]
- Museu Mariscal José Félix Estigarribia: resguarda uniformes, armas, botas, condecorações e outros elementos militares.
- Casa da Cultura Paraguaia: resguarda objetos e documentos da História Militar da época Colonial, época Independente, época da Guerra da Tríplice Aliança e da época da Guerra do Chaco.
- União Paraguaia dos Veteranos da Guerra do Chaco: resguarda troféus e fotografias da Guerra do Chaco.
- Museu de Arte Sacra da Fundação Nicolás Darío Latourrette Bo: é um museu com uma importante coleção de peças de escultura e ourivesaria de arte sacra barroca Guarani.

### Periódicos
Os jornais de maior circulação em Assunção são: ABC Color, Ultima Hora, La Nación e Popular. O ABC Color e o Popular são os de melhor reputação.

### Capital Americana da Cultura 2009
A cidade de Assunção foi designada pelo Bureau Internacional de Capitais Culturais como Capital Americana da Cultura de 2009. O anúncio foi dado em 28 de outubro de 2009 por Xavier Tudela, presidente do Bureau, que tem sua sede em Barcelona, na Espanha. Deste modo, Assunção relevou como referente cultural das Américas a Brasília, capital do Brasil, a partir de 1 de janeiro de 2009.
Na apresentação do Programa Assunção 2009, a ex-intendenta Evanhy de Gallegos, expressou o seguinte:
Para vez, na apresentação do programa da cidade capital cultural foi anunciado a grande Gala que se levou a cabo domingo, 22 de março, na Praça da Democracia, a partir das 20:00. Em dita gala se apresentaram o Balé Clássico e Moderno Municipal, a Orquestra Sinfônica da cidade de Assunção, o Grupo Ñamandu e a Banda Folclórica Municipal. A gala teve uma grande assistência, a qual foi assistida também pelo Presidente do Bureau Internacional de Capitais Culturais, Xavier Tudela.
A Capital Americana da Cultura Assunção 2009, teve aproximadamente quatro mil atividades culturais, entre elas podemos citar concertos, festivais, encontros internacionais, feiras, etc.

### Educação

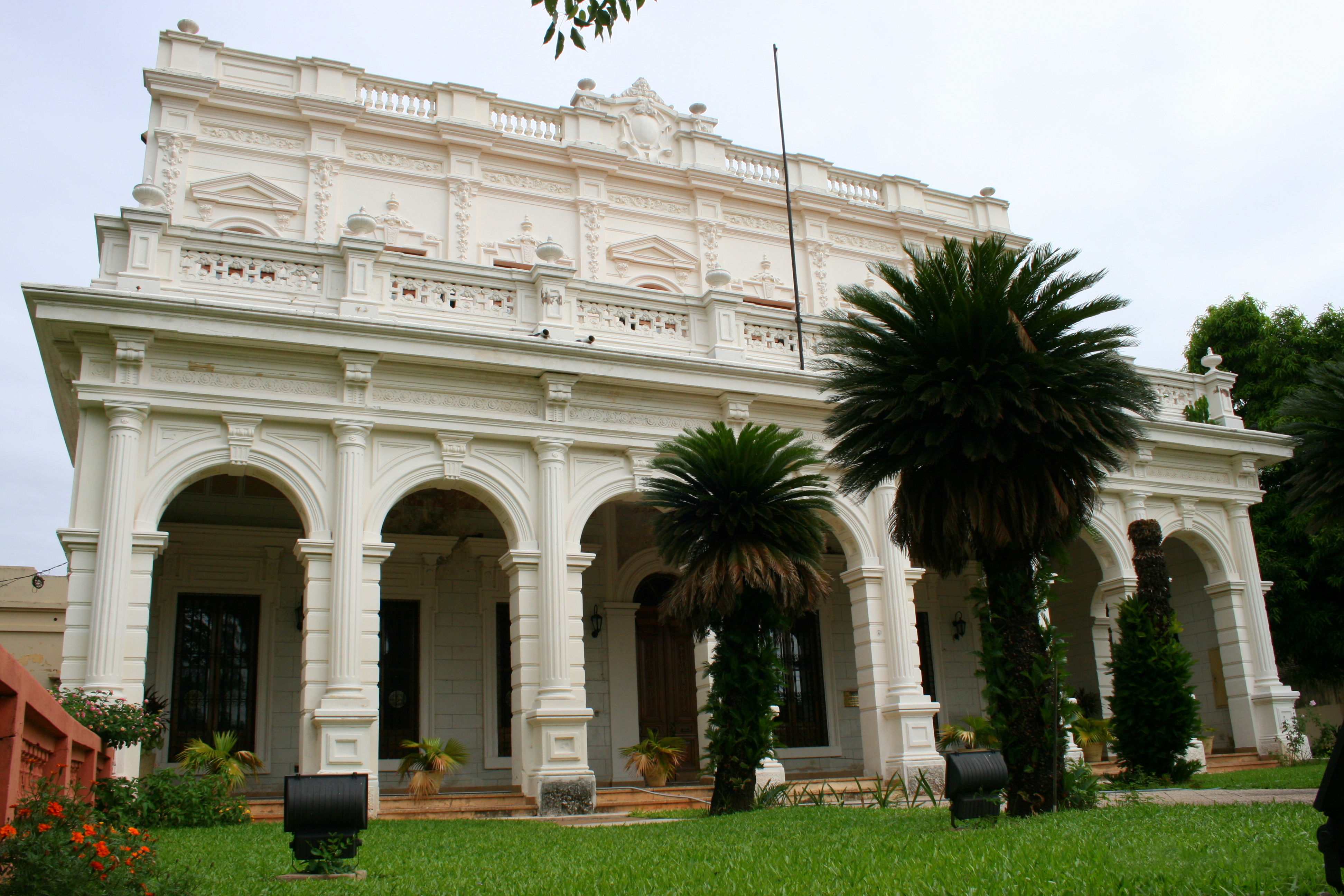
Reitoria da Universidade Nacional de Assunção na Avenida España.

A taxa de alfabetização na cidade é de cerca de 95%, a mais alta no país. O número de escolas duplicou na cidade desde 1982; já o número de estudantes duplicou desde 1962.
Assunção tem uma vasta gama de escolas públicas e privadas. Seus maiores colégios são o Colégio Técnico Nacional de Assunção (O de maior nível acadêmico entre colégios públicos do Mercosul), Escola Nacional de Comércio, Presidente Dr. Manuel Franco, Colégio Nacional da Capital (uma das escolas mais antigas da cidade, fundada depois da Guerra do Paraguai em 1877) e o Colégio Nacional Assunção Escalada (Públicos). As instituições privadas de maior prestígio são: O Colégio e Escola Técnica Sagrado Coração de Jesus - "Salesiano", O Colégio Experimental Paraguai Brasil (subvencionado pela UNA) também conhecido como C.E.P.B., o Santa Clara, o Internacional, o Goethe (escola alemã),  o Colégio Alemão Concordia, o Americano e o Pan American International School, o Cristo Rei (escola jesuíta), o São José (escola católica), As Teresas, São Inácio de Loyola, Imaculado Coração de Maria, Gutenberg, o Colégio Dante Alighieri (escola italiana) e o Colegio Chiang Kai Shek (escola chinesa)..
As principais universidades são a Universidade Nacional de Assunção tem seu principal campus próximo do centro da cidade de San Lorenzo, além de outras universidades privadas como a Universidade Columbia do Paraguai, a Universidade del Pacifico Privada, a Universidade Autônoma de Assunção, a Universidade Americana e a Universidade Católica Nossa Senhora da Assunção, privada e dirigida pela Igreja Católica, localizada no centro da cidade, próximo da Catedral, e tem um campus próximo à cidade de Lambaré.

### Patrimônio Cultural Material
A eleição dos 7 tesouros do Patrimônio cultural Material de Assunção tem-se desenvolvido durante os meses de abril e maio de 2009. Promovida pela Organização da Capital Americana da Cultura, com a colaboração das autoridades paraguaias que participaram na eleição, se tem levado a cabo com a vontade de divulgar o patrimônio cultural material de Assunção de uma maneira didática, pedagógica, lúdica e, a vez, motivar a visita dos lugares propostos e eleitos e estabelecer uma nova rota turística que permita aos próprios paraguaios e aos visitantes conhecer de maneira sintética a riqueza patrimonial da Capital Americana da Cultura 2009.
Um total de 45 candidaturas tem optado a converter-se em um dos tesouros do Patrimônio Cultural Material de Assunção. El resultado da votação, no qual teve participação de 12.417 pessoas, é o seguinte:

### Pontos turísticos
Pontos Turísticos de Assunção:

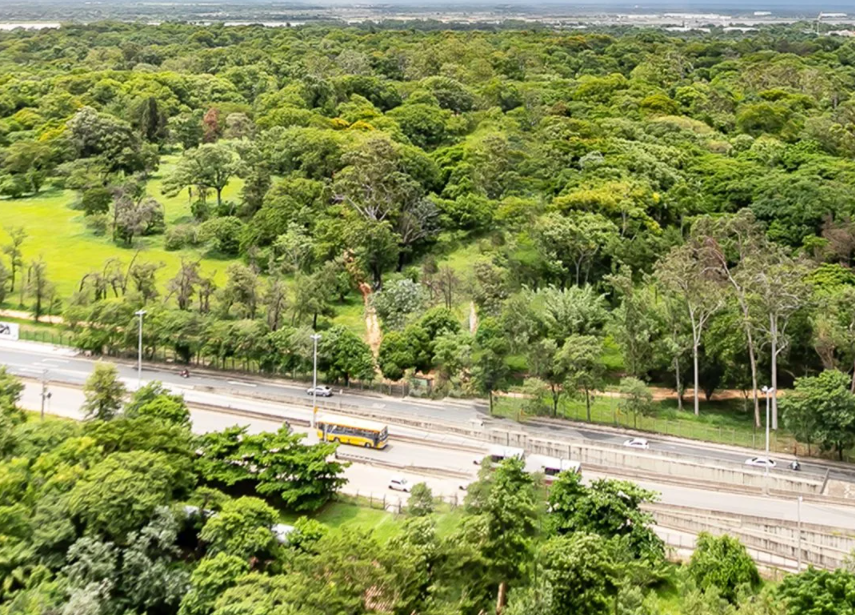
Jardim Botânico.

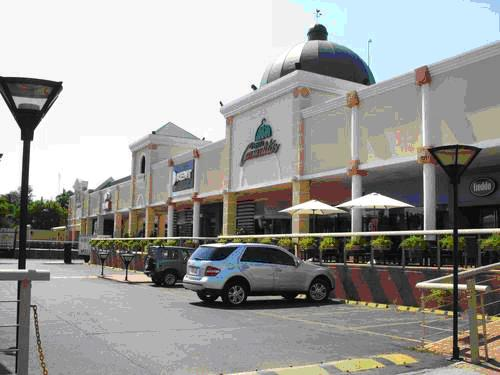
Bairro Carmelitas.

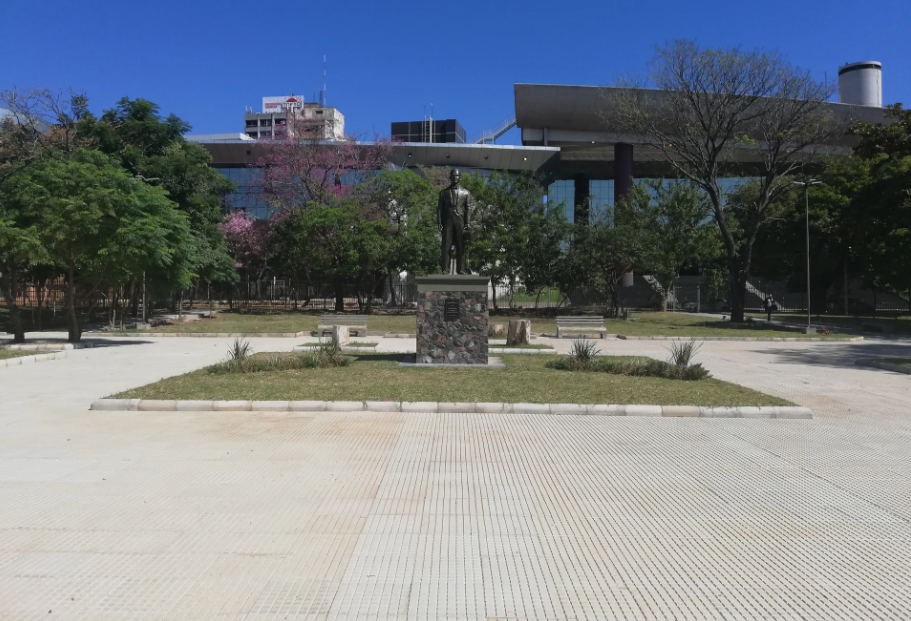
Parque Eligio Ayala, em frente ao congresso nacional.

- Centro Histórico da Cidade: a maior parte dos edifícios e casas históricas se encontra no Centro. Este se estende paralelo à baía, entre a Praça Uruguaia e o porto.
- Baía de Assunção: à sua margem, encontram-se apostados dois canhões que foram utilizados durante a Guerra da Tríplice Aliança. Na parte posterior do Palacio de los López, encontra-se localizado um mirador do qual se pode observar, por um lado, o horizonte conformado por edifícios e, pelo outro, a natureza que rodeia a baía. Também existem pitorescas lanchas que partem todos os dias desde o Porto e Praia Montevidéu que têm, como destino, a localidade de Chaco'i, onde se tem uma imponente vista de Assunção.
- Palacio de los López: sua construção começou a fins de 1860. Ao observá-lo desde cima,recorda uma forma de "U". Sua fachada principal encontra-se dotada de imponentes galerias sobrepostas que dão à Baía de Assunção. Possui uma grande torre em forma de cubo, rematada em quatro torres menores. O bombardeio da esquadra brasileira derrubou uma delas durante a Guerra da Tríplice Aliança. O palácio foi edificado para ser residência do presidente marechal Francisco Solano López, que nunca chegou a ocupá-lo. Hoje, é sede do Poder Executivo.
- Manzana de la Rivera: reúne nove casas construídas em diversas épocas. A mais antiga é a Casa Viola, que data do século XVIII (1750-1758). É uma construção colonial que corresponde ao período anterior ao ditador José Gaspar Rodríguez de Francia. A Casa Castelvi foi construída em 1804 e mostra um típico sistema de construção colonial. Foi restaurada em 1995; desde 1996, funciona como Museu da Memória da Cidade.
- Casa de la Independencia: foi edificada em 1772. Esta foi a propriedade dos irmãos Pedro Pablo e Sebastián Antonio Martínez Sáenz. Eles a cederam para as reuniões secretas que conduziram à Revolução da Independência de 14 e 15 de maio de 1811. Esta casa possui peças de incalculável valor histórico.
- Teatro Municipal Ignacio A. Pane: em 1886, começou a construção do Teatro Nacional, o qual foi concluído em 1889. Em 1939, converteu-se em Teatro Municipal. Em 1997, iniciaram-se trabalhos de restauração. Foi reinaugurado em 2006. Apresenta um amplo programa cultural durante todo o ano (teatros, concertos, balé etc.).
- Oratório Nossa Senhora da Assunção e Panteão Nacional dos Heróis: por ordem do Mariscal Francisco Solano López, em 1863 iniciou a construção da capela dedicada a Virgem da Assunção, Patrona de Assunção e Mariscala de seus exércitos. Foi inaugurado em 1936, depositando-se, ali, os restos do marechal López e de outros heróis da pátria, convertendo-se assim em Panteão dos Heróis.
- Centro Cultural da República e Museu do Cabildo: edifício de estilo neoclássico. Esta foi a primeira obra pública de envergadura do século XIX, construída sob o governo de Carlos Antonio López. Durante muitas décadas foi sede do Poder Legislativo. Desde maio de 2004, abriga um dos museus mais importantes do Paraguai. Conta com cinco salas, uma biblioteca, uma sala de conferências e uma sala multiúso.
- Catedral Metropolitana de Assunção: foi a primeira diocese do Rio da Prata. Foi construída por ordem de dom Carlos Antonio López e inaugurada em 1845. Está dedicada à Virgem da Assunção. Possui um altar maior revestido em prata.
- Igreja da Encarnação: em 1893, colocou-se a pedra fundamental do novo Templo da Encarnação, depois de um incêndio ter destruído totalmente a antiga igreja localizada na Loma Cabará. Possui um desenho renascentista. É um dos maiores templos de Assunção.
- Estação Central de Ferrocarril Carlos Antonio López: em 1861, inaugurou-se esta estação ferroviária e também a via férrea. O Paraguai foi um dos primeiros países na América do Sul com ferrovia para transporte de passageiros. Foi construída durante o governo de Carlos Antonio López. Pode ver-se a locomotiva "Sapukái", uma das primeiras do Rio da Prata. É um museu histórico com mostras representativas da história ferroviária do Paraguai. Não funciona mais como estação de trem.
- Igreja da Santíssima Trindade: foi construída no ano 1854, sob a ordem do presidente Carlos Antonio López. O italiano Alejandro Ravizza se encarregou de seu desenho e construção. O edifício possui uma belíssima fachada e pinturas clássicas no teto.
- La Recova: conhecida como a "Recova de Ravizza", pelo nome do arquiteto que a desenhou, neste lugar funcionou a Capitania Geral de Portos. Hoje, em grande parte de sua extensão é uma galeria artesanal muito procurada, onde pode-se adquirir artigos típicos feitos em coro, tecidos de ao po'i, ñandutí, talhas em madeira etc.
- Jardim Botânico e Zoológico de Assunção: é um dos principais pulmões verdes da cidade, já que possui mais de 110 hectares de bosque natural. O zoológico alberga quase setenta espécies de animais silvestres, entre aves, mamíferos e reptéis. A maioria delas representa a fauna sul-americana.
- Centro Astronômico Bicentenário: no local, funcionam três salas que possuem diversas temáticas. A primeira é uma sala multimídia com tela gigante onde pode-se observar filmes científicas. Na segunda sala, encontra-se um planetário, onde os visitantes poderão observar uma recriação das constelações. A terceira sala consta de computadores conectados à internet e uma biblioteca atualizada sobre ciência e astronomia, onde os visitantes podem realizar pesquisas.
- Mercado Municipal Número Quatro: é um dos lugares de compras mais tradicionais de Assunção.

### Esportes e espetáculos
O futebol é o deporte mais praticado no Paraguai, sendo Assunção o principal foco de difusão desta modalidade.
Os clubes esportivos mais importantes da capital são: Cerro Porteño, Olimpia, Libertad, Guaraní, Club Nacional. Outros clubes de Assunção: Lista de clubes de futebol do Paraguai.
O Estádio Defensores del Chaco, é o principal estádio do país, está localizado no Bairro Sajonia. Sua condição de estádio nacional e sua grande capacidade fazem que seja utilizado para numerosos eventos culturais e concertos. O mesmo abrigou as partidas da Copa América 1999, da edição de 1975, edição de 1979 e da edição de 1983. Também sediou o Campeonato Sul-Americano de Futebol Sub-16 de 2004, o Campeonato Sul-Americano de Futebol Sub-17 de 1991 e a edição de 1997, além do Campeonato Sul-Americano de Futebol Sub-19 de 1967, a edição de 1971, a edição de 1985 e a edição de 2007.

### Tecnologia e Telecomunicações
Assunção é o núcleo tecnológico do país. Desde a capital se prevêem numerosos serviços básicos de telefonia básica, celular e internet, além de serviços agregados de televisão digital, modos de F.O. e serviços VoIP, que se distribuem a toda a república.
O acesso público a Internet é gratuito em certas praças e espaços recreativos.

## Infraestrutura

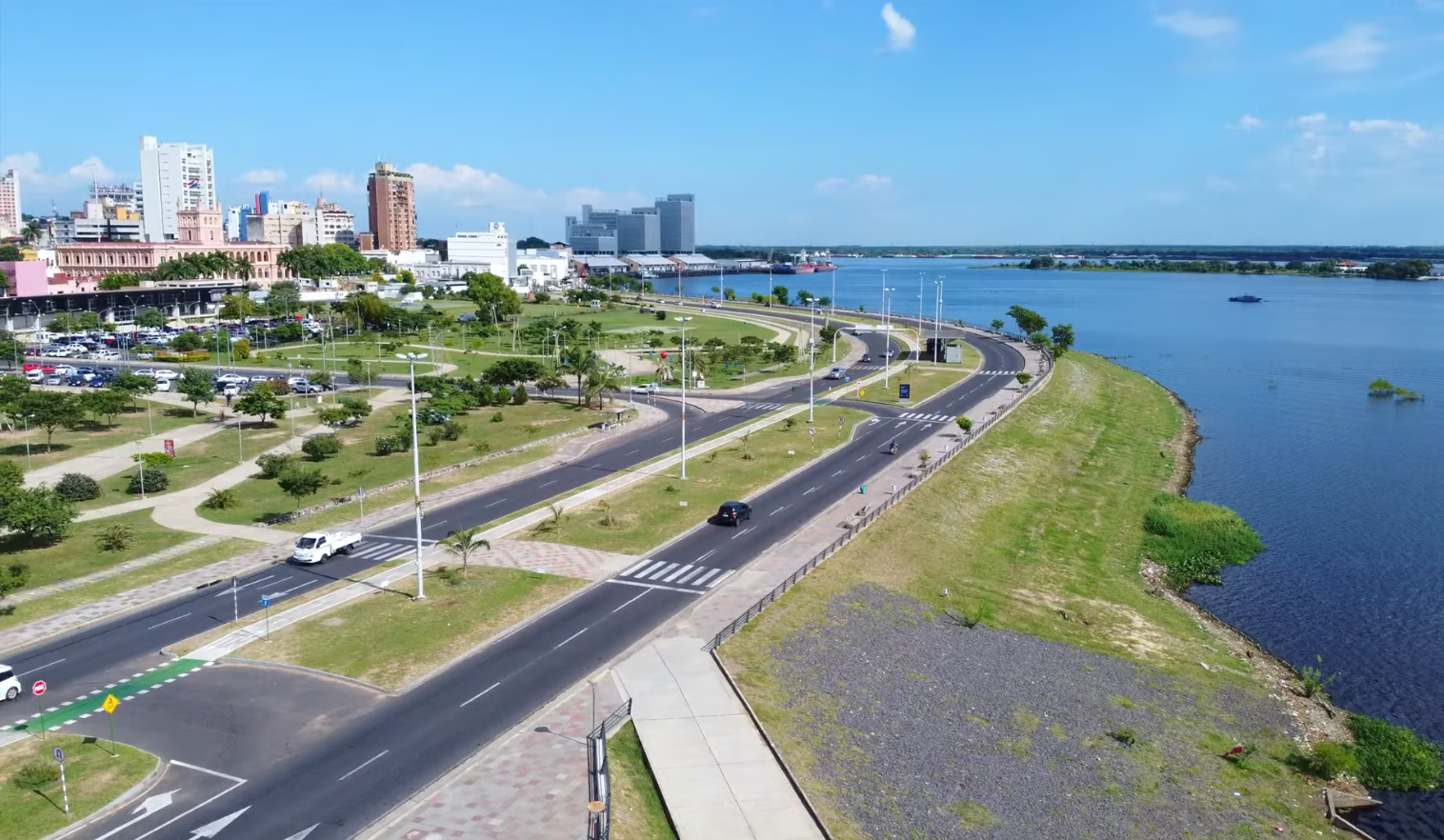
Paisagem urbana de Assunção com o beira-rio.

Assunção concentra a principal infraestrutura política, econômica, social, recreativa e cultural do país.
O desenvolvimento urbano começou a finais do século XIX, onde a importante presença de europeus trouxe consigo um remodelamento urbano e estético na cidade, com as construções de numerosos edifícios e casas, mantidos até hoje sob o amparo de uma ordem municipal que impede grandes alterações ou demolições. A cidade apresenta atualmente um desenvolvimento urbano médio-alto, em comparação com a quantidade de habitantes e seu nível de vida. A cobertura de água potável e energia elétrica chegam quase a 100% da cidade.

### Planejamento urbano
Atualmente a cidade capital do Paraguai esta atravessando por uma série de transformações que estão implementando o governo do país em cooperação com a municipalidade do município e o BID (Banco Interamericano de Desenvolvimento), isto alterará para sempre o urbanismo desta capital. Todos estes projetos foram criados para embelezar a cidade de Assunção, a qual será ponto de festejos do Bicentenário do Paraguai.
As obras mais ressaltantes são:
- Avenida Costanera Norte: começará na Avenida General Santos r terminará na Rua Colón por onde margeará a baía homônima. Terá quase 4 quilômetros, 4 pistas e calcula-se um custo aproximado de 14 milhões de dólares. Em todo seu percurso está previsto construir um parque, uma ciclovia, miradores, caminhos pedonais, um pequeno porto para praticar esportes aquáticos, e pontes para cruzar a pé de um lado ao outro da nova avenida. A data de inauguração estava prevista para dezembro de 2011.
- Parque Bicentenário: terá 20 hectares e unirá os edifícios antigos do centro urbano, como o Palácio dos López, o Cabildo e a Catedral Metropolitana de Assunção. Sua inauguração está prevista para 15 de maio de 2011, data na qual o Paraguai cumpre 200 anos de vida independente.
- Bairros Sociais: nos projetos de construção da Avenida Costanera Norte e o Parque Bicentenário contempla-se habilitar um novo bairro com aproximadamente 400 moradias populares para reinstalar as famílias que seriam afetadas de forma direta pelos planos de melhoramento da instraestrutura da cidade de Assunção. O projeto contempla um componente social que custará ao redor de 4 milhões e 800 mil dólares, para levantar as casas e as infraestruturas do novo bairro e o pagamento das indenizações para as famílias que vão abandonar a zona.

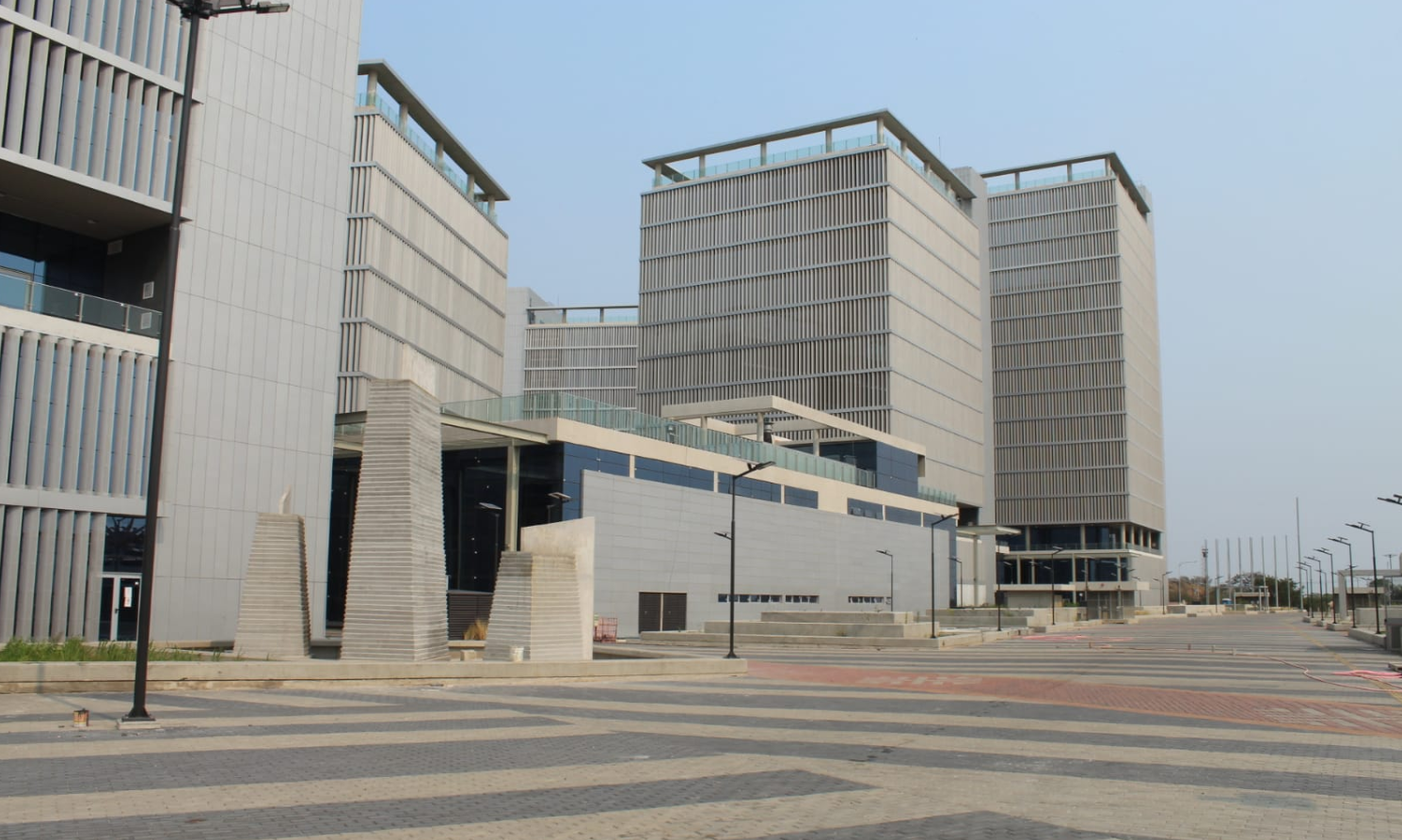
Eixo Ministerial do Porto de Assunção.

- Restauração do bairro San Jerónimo: as obras previstas incluem sistemas de esgoto e sistemas de drenagem das águas pluviais, o melhoramento da ribera, a revitalização de ruas e calçadas; a instalação de energia elétrica, serviços telefônicos e linhas de transmissão de dados; um centro comunitário e um mirante; a restauração das fachadas dos edifícios históricos, assim como postos de mercado permanentes na Praça Ferial. Também se prevê empreender obras de restauração no Parque Jaén, a Praça Rodríguez de Francia, e a Paço Isabel Católica, além da construção da Praça dos Imigrantes e o Parque da Solidariedade, somando um total de nove hectares de zonas verdes abertas ao uso público.[43]
- Metrobus Py'ae Porã: consistirá em um sistema de transporte maciço integrado e eficiente na área metropolitana, dando prioridade ao trânsito de ônibus de grande capacidade em pistas exclusivos. O sistema será conhecido como Metrobus Pya’e Porã (que significa “bem rápido” na língua guarani). Será construído no corredor entre os centros desta cidade e de San Lorenzo, ao longo da Avenida Eusebio Ayala, a qual é a avenida com o maior volume de passageiros da Área Metropolitana. Este sistema será o primeiro corredor metropolitano de transporte público do Paraguai, o projeto também inclui a construção de 17 km. de pistas exclusivas e 100 km. de vias de acesso, duas garagens de ônibus, uma estação de transferência intermodal, e dois terminais (um em Assunção e outro em San Lorenzo,). O empréstimo do BID também financiará a construção de 27 estações no sistema principal e 100 paradeiros no sistema de alimentação, uma rede integrada de semáforos e a instalação de uma plataforma tecnológica no centro de controle e gestão. O projeto estará terminado a finais de 2012.[43]
- Restauração de Edifícios Históricos: este projeto inclui a restauração de casas antigas e de edifícios históricos como o Panteão Nacional dos Heróis, a Igreja da Encarnação, a Ex-estação de Trens "Carlos Antonio López", etc. Também inclui a iluminação exterior artística da Catedral Metropolitana de Assunção e de Igreja da Santíssima Trindade.

### Transportes

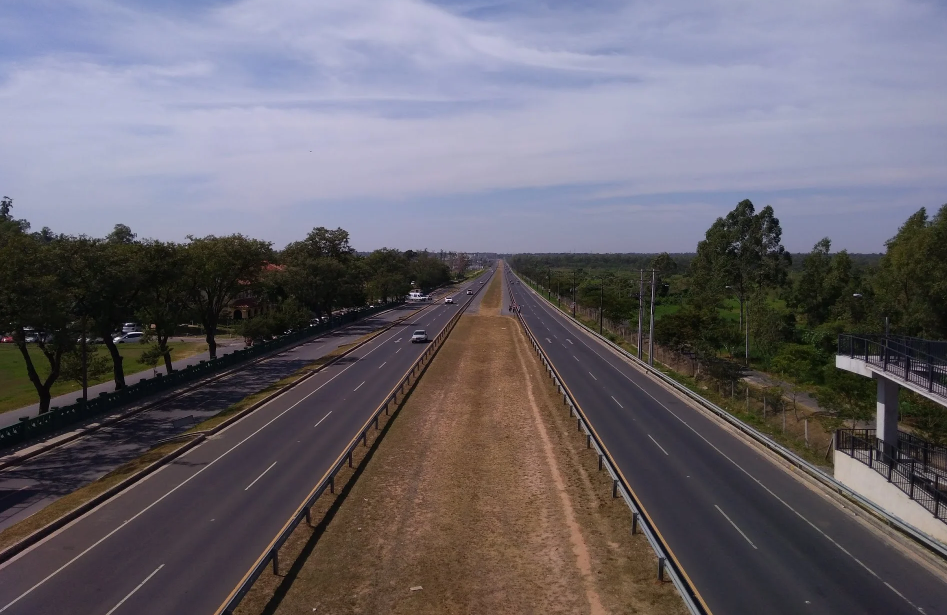
Autoestrada Ñu Guazú.

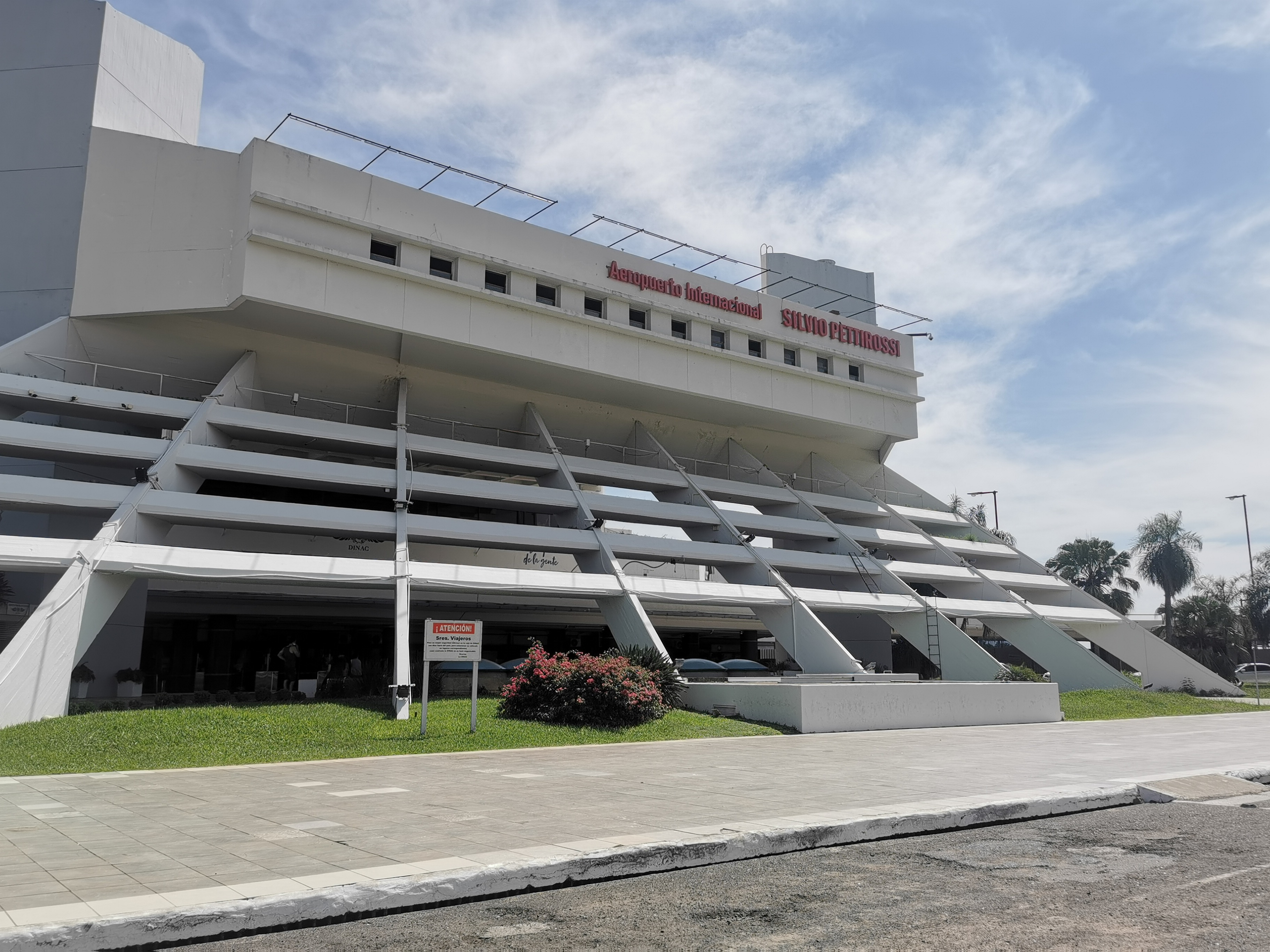
Aeroporto Internacional Silvio Pettirossi.

A infraestrutura viária se tem mantido durante vários períodos de tempo sem alterações significativas. As principais vias de acesso à cidade são avenidas e em menor medida autopistas e viadutos. A Av. Mariscal López conecta a capital com o município vizinho de Fernando de la Mora e atravessa por duas grandes zonas: o Bairro de Villa Morra e o Centro Histórico da Cidade; a Av. General Santos é uma importante via de acesso à capital, a utilizam majoritariamente os habitantes da vizinha Lambaré; em tanto a Av. Eusebio Ayala é utilizada fundamentalmente pelo transporte público (ônibus) em horas pico, devido a grande quantidade de pistas disponíveis. O viaduto Acesso Sul conecta com o Mercado de Abasto, importante centro de provisão e a Av. Madamme Lynch junto ao núcleo conformado pela Av. Aviadores del Chaco, no limite com Luque e o Aeroporto, em seu passo pelo distrito financeiro.
A cidade conta com um Terminal de Ônibus que se encarrega de recepcionar e interconectar aos ônibus de média distância provenientes de cidades do interior, ainda que sua principal função seja o embarque e desembarque de linhas internacionais. Nele operam mais de 115 empresas de transporte público com aproximadamente 1350 saídas por dia.
Este movimento faz com que pelo Terminal passem diariamente umas 25.000 pessoas, incrementando-se este número durante os fins de semana para 30.000 pessoas e nos dias festivos, como Caacupé, Semana Santa e fim de ano, para a cifra de 55.000 pessoas por dia.
O Aeroporto Internacional Silvio Pettirossi é o aeroporto mais importante do país, com a maior atividade e quantidade conexões, se encontra próximo a Assunção, na cidade de Luque, a 10 minutos do centro da capital. Têm voos diários para as principais cidades de América do Sul.
Os acessos rodoviários para chegar a Assunção são a Rota 1, que vai em direção ao sul (Encarnación), a Rota 2, em direção ao Paraná (Coronel Oviedo), a Rota 3, em direção a Mato Grosso do Sul (Bella Vista Norte)e a Rota 9, também conhecida como Transchaco, em direção a Mariscal José Félix Estigarribia.

### Saúde
Assunção é sede dos grandes centros médicos de todo o país. Os lugares que brindam atenção primária da saúde são mais de 50 na atualidade. A Saúde Pública é dependente do Estado e totalmente gratuita.
Mediante uma resolução promovida pelo Presidente Fernando Lugo em dezembro de 2009, a gratuidade rege para todo país. Isto tem possibilitado que mais pessoas pudessem ter o acesso aos diferentes serviços de saúde, que van desde consultas ambulatórias hasta intervenções de alta complexidade em hospitales públicos.
Importantes sanatórios privados e centros de alta complexidade oferecem seus serviços.
Nesta capital funcionam o Centro de Emergências Médicas, o Hospital das Clínicas, o Hospital Militar, Instituto de Previsão Social, Hospital da Polícia Rigoberto Caballero, entre outros.